# 2023-as férfi kosárlabda-világbajnokság
A 2023-as férfi kosárlabda-világbajnokság a 19. világbajnokság volt a Nemzetközi Kosárlabda-szövetség rendezésében. A tornát 2023. augusztus 25. és szeptember 10. között rendezték a Fülöp-szigeteken, Japánban és Indonéziában. Ez volt első alkalom, hogy több ország rendezte a világbajnokságot, de a második a Fülöp-szigeteken és Japánban, hiszen 1978-ban és 2006-ban már voltak házigazdák.
A tornán 32 csapat vett részt, a 2024-es olimpiára lehetett kvalifikálni a tornán keresztül (a két legjobb csapat az amerikai kontinensekről és Európából, a legjobb csapat Afrikából, Ázsiából és Óceániából, a rendező Franciaország mellett).
Spanyolország volt a címvédő. A vb-t Németország nyerte, története során először.

## Rendező kiválasztása
2016. június 7-én a FIBA elindította a pályázatot a rendezésre. 2017. június 1-jén a FIBA bejelentette a jelölteket a rendezésre:
- Argentína /  Uruguay
- Fülöp-szigetek /  Japán /  Indonézia
- Oroszország (visszalépett)
- Törökország (visszalépett)

Törökország és Oroszország visszalépett a pályázattól, amelynek következtében csak a Fülöp-szigetek–Japán–Indonézia és az Argentína–Uruguay pályázatok maradtak versenyben. 2017. december 9-én a FIBA bejelentette, hogy a rendezők a Fülöp-szigetek, Japán és Indonézia lesz.

## Helyszínek
| Fülöp-szigetek                                                           | Fülöp-szigetek                                                           | Fülöp-szigetek                                       |
| Bulacan                                                                  | Nemzeti Fővárosi Régió                                                   | Nemzeti Fővárosi Régió                               |
| Bocaue                                                                   | Quezon City                                                              | Pasay                                                |
| ------------------------------------------------------------------------ | ------------------------------------------------------------------------ | ---------------------------------------------------- |
| Philippine Aréna Befogadóképesség: 55 000                                | Smart Araneta Coliseum Befogadóképesség: 25 000 (felújított aréna)       | Mall of Asia Aréna Befogadóképesség: 20,000          |
|                                                                          |                                                                          |                                                      |
| A 2023-as FIBA kosárlabda-világbajnokság helyszínei                      |                                                                          |                                                      |
| Indonézia                                                                | Indonézia                                                                | Japán                                                |
| Jakarta                                                                  | Jakarta                                                                  | Okinava                                              |
| Gelora Bung Karno Beltéri Stadion Befogadóképesség: 16 000 (új helyszín) | Gelora Bung Karno Beltéri Stadion Befogadóképesség: 16 000 (új helyszín) | Okinawa Arena Befogadóképesség: 10,000 (új helyszín) |
|                                                                          |                                                                          |                                                      |

## Selejtezők
Házigazdaként a Fülöp-szigetek, Japán és Indonézia csapata is automatikusan kijuthat a világbajnokságra. Viszont Indonézia kvalifikációját csak akkor fogja engedélyezni a FIBA, ha az ország versenyképessé tudja tenni a csapatot a rendezés időpontjára. A FIBA által kiszabott szabályok szerint azt akkori éri el az ország, ha a 2022-es Ázsia-kupán (amelyet Indonézia rendez) legalább nyolcadik helyezést ér el csapata. Ha ezt elérik, Indonézia debütálhat a világbajnokságon 2023-ban.
| Csapat                | Kvalifikáció                             | Kvalifikáció        | Szereplések | Szereplések | Legjobb helyezés                           | FIBA-rang |
| Csapat                | Mód                                      | Dátum               | Legutóbbi   | Összesen    | Legjobb helyezés                           | FIBA-rang |
| --------------------- | ---------------------------------------- | ------------------- | ----------- | ----------- | ------------------------------------------ | --------- |
| Japán                 | Rendező                                  | 2017. december 9.   | 2019        | 5           | 11. (1967)                                 | 38.       |
| Fülöp-szigetek        | Rendező                                  | 2017. december 9.   | 2019        | 7           | 3. (1954)                                  | 34.       |
| Finnország            | Európai J csoport, első három helyezett  | 2022. augusztus 28. | 2014        | 2           | 22. (2024)                                 | 24.       |
| Elefántcsontpart      | Afrikai E csoport, első két helyezett    | 2022. augusztus 28. | 2019        | 5           | 13. (1982)                                 | 43.       |
| Új-Zéland             | Ázsiai E csoport, első három helyezett   | 2022. augusztus 29. | 2019        | 7           | 4. (2022)                                  | 26.       |
| Libanon               | Ázsiai E csoport, első három helyezett   | 2022. augusztus 29. | 2010        | 4           | 16. (2002)                                 | 42.       |
| Kanada                | Amerikai E csoport, első három helyezett | 2022. november 10.  | 2019        | 15          | 6. (1978, 1982)                            | 15.       |
| Ausztrália            | Ázsiai F csoport, első három helyezett   | 2022. november 11.  | 2019        | 13          | 4. (2019)                                  | 3.        |
| Németország           | Európai J csoport, első három helyezett  | 2022. november 11.  | 2019        | 7           | 3. (2002)                                  | 11.       |
| Lettország            | Európai I csoport, első három helyezett  | 2022. november 11.  | –           | 1           | Újonc                                      | 29.       |
| Olaszország           | Európai L csoport, első három helyezett  | 2022. november 14.  | 2019        | 10          | 4. (1970, 1978)                            | 10.       |
| Spanyolország         | Európai L csoport, első három helyezett  | 2022. november 14.  | 2019        | 13          | Világbajnok (2006, 2019)                   | 1.        |
| Kína                  | Ázsiai F csoport, első három helyezett   | 2022. november 14.  | 2019        | 10          | 8. (1994)                                  | 27.       |
| Szlovénia             | Európai J csoport, első három helyezett  | 2022. november 14.  | 2014        | 4           | 7. (2014)                                  | 7.        |
| Litvánia              | Európai K csoport, első három helyezett  | 2022. november 14.  | 2019        | 6           | 3. (2010)                                  | 8.        |
| Franciaország         | Európai K csoport, első három helyezett  | 2022. november 14.  | 2019        | 9           | 3. (2014, 2019)                            | 5.        |
| Görögország           | Európai I csoport, első három helyezett  | 2022. november 14.  | 2019        | 9           | Ezüstérmes (2006)                          | 9.        |
| Egyesült Államok      | Amerikai F csoport, első három helyezett | 2023. február 23.   | 2019        | 19          | Világbajnok (1954, 1986, 1994, 2010, 2014) | 2.        |
| Jordánia              | Ázsiai E csoport, első három helyezett   | 2023. február 24.   | 2019        | 3           | 23. (2010)                                 | 34.       |
| Dél-Szudán            | Afrikai F csoport, első két helyezett    | 2023. február 24.   | –           | 1           | Újonc                                      | 63.       |
| Egyiptom              | Afrikai F csoport, első két helyezett    | 2023. február 24.   | 2014        | 7           | 5. (1950)                                  | 55.       |
| Angola                | Afrikai E csoport, első két helyezett    | 2023. február 25.   | 2019        | 9           | 9. (2006)                                  | 41.       |
| Irán                  | Ázsiai F csoport, első három helyezett   | 2023. február 26.   | 2019        | 4           | 19. (2010)                                 | 20.       |
| Zöld-foki Köztársaság | Afrikai legjobb harmadik helyezett       | 2023. február 26.   | –           | 1           | Újonc                                      | 66.       |
| Grúzia                | Európai L csoport, első három helyezett  | 2023. február 26.   | –           | 1           | Újonc                                      | 32.       |
| Montenegró            | Európai K csoport, első három helyezett  | 2023. február 26.   | 2019        | 2           | 25. (2019)                                 | 18.       |
| Mexikó                | Amerikai F csoport, első három helyezett | 2023. február 26.   | 2014        | 6           | 8. (1967)                                  | 31.       |
| Puerto Rico           | Amerikai F csoport, első három helyezett | 2023. február 26.   | 2019        | 15          | 4. (1990)                                  | 21.       |
| Dominikai Köztársaság | Amerikai E csoport, első három helyezett | 2023. február 26.   | 2019        | 4           | 12. (1978)                                 | 25.       |
| Venezuela             | Amerikai E csoport, első három helyezett | 2023. február 26.   | 2019        | 5           | 11. (1990)                                 | 17.       |
| Brazília              | Amerikai legjobb negyedik helyezett      | 2023. február 26.   | 2019        | 19          | Világbajnok (1959, 1963)                   | 13.       |
| Szerbia               | Európai I csoport, első három helyezett  | 2023. február 27.   | 2019        | 7           | Világbajnok (1998, 2002)                   | 6.        |

## Sorsolás
A csoportkör sorsolását 2023. április 29-én, helyi idő szerint 19:30-tól tartották Quezon Cityben, a Fülöp-szigeteken.
A 32 csapatot a 2023 februári FIBA-ranglista alapján 8 kalapba sorolták. A Fülöp-szigeteket az egyenes kieséses szakasz rendezőjeként az 1. kalapba sorolták. A három rendező választhatott a csapatok közül. Az Egyesült Államok a Fülöp-szigeteken, Szlovénia Japánban, Kanada pedig Indonéziában játszott. A FIBA kereskedelmi okokra hivatkozott a kiválasztásnál, amelyek szerinte nem befolyásolták a sorsolás folyamatát.
A 8 kalapot két szektorra bontották. Az 1., 3., 5., és 7. kalapokat az A, C, E, és G csoportba, míg a 2., 4., 6., és 8. kalapokat a B, D, F, és H csoportba sorsolták. 
A csoportkörben az afrikai, amerikai, ázsiai és az óceániai konföderációk esetén azonos konföderációból két csapat nem kerülhetett azonos csoportba. Mindegyik csoportban kellett lenni európai csapatnak, de kettőnél több nem lehetett.
Kiemelés
A kiemelést 2023- április 21-én tették közzé.
A, C, E, és G csoport
| 1. kalap | 3. kalap                                                                  | 5. kalap                                                                      | 7. kalap                                                                                   |
| --- | ------------------------------------------------------------------------- | ----------------------------------------------------------------------------- | ------------------------------------------------------------------------------------------ |
| Fülöp-szigetek (40.) (rendező) (A csoport) · Spanyolország (1.) · Egyesült Államok (2.) (C csoport) · Ausztrália (3.) | Görögország (9.) · Olaszország (10.) · Németország (11.) · Brazília (13.) | Irán (22.) · Dominikai Köztársaság (23.) · Finnország (24.) · Új-Zéland (26.) | Jordánia (33.) · Japán (36.) (rendező) (E csoport) · Angola (41.) · Elefántcsontpart (42.) |

B, D, F, és H csoport
| 2. kalap                                                                       | 4. kalap                                                                          | 6. kalap                                                    | 8. kalap                                                                        |
| ------------------------------------------------------------------------------ | --------------------------------------------------------------------------------- | ----------------------------------------------------------- | ------------------------------------------------------------------------------- |
| Franciaország (5.) · Szerbia (6.) · Szlovénia (7.) (F csoport) · Litvánia (8.) | Kanada (15.) (H csoport) · Venezuela (17.) · Montenegró (18.) · Puerto Rico (20.) | Kína (27.) · Lettország (29.) · Mexikó (31.) · Grúzia (32.) | Libanon (43.) · Egyiptom (55.) · Dél-Szudán (62.) · Zöld-foki Köztársaság (64.) |

## Csoportkör

### A csoport
| Hely. | Csapat                | M | Gy | V | P+  | P–  | Pk  | P | Továbbjutás                      |
| ----- | --------------------- | - | -- | - | --- | --- | --- | - | -------------------------------- |
| 1.    | Dominikai Köztársaság | 3 | 3  | 0 | 249 | 230 | +19 | 6 | Továbbjutott a második fordulóba |
| 2.    | Olaszország           | 3 | 2  | 1 | 253 | 237 | +16 | 5 | Továbbjutott a második fordulóba |
| 3.    | Angola                | 3 | 1  | 2 | 214 | 226 | −12 | 4 | A 17–32. helyért                 |
| 4.    | Fülöp-szigetek (R)    | 3 | 0  | 3 | 234 | 257 | −23 | 3 | A 17–32. helyért                 |

| 2023. augusztus 25. 16:00 (UTC+8) | Angola                                   | 67–81     | Olaszország   | Philippine Arena, Bocaue Nézőszám: 21 214 Játékvezetők: Guilherme Locatelli (BRA), Kerem Baki (TUR), Martin Vulić (CRO) |
| 2023. augusztus 25. 16:00 (UTC+8) | (17–23, 23–20, 17–18, 10–20) Jegyzőkönyv |           |               | Philippine Arena, Bocaue Nézőszám: 21 214 Játékvezetők: Guilherme Locatelli (BRA), Kerem Baki (TUR), Martin Vulić (CRO) |
| 2023. augusztus 25. 16:00 (UTC+8) | Dundão 19                                | Pont      | Fontecchio 19 | Philippine Arena, Bocaue Nézőszám: 21 214 Játékvezetők: Guilherme Locatelli (BRA), Kerem Baki (TUR), Martin Vulić (CRO) |
| 2023. augusztus 25. 16:00 (UTC+8) | öt játékos 5                             | Lepattanó | Polonara 7    | Philippine Arena, Bocaue Nézőszám: 21 214 Játékvezetők: Guilherme Locatelli (BRA), Kerem Baki (TUR), Martin Vulić (CRO) |
| 2023. augusztus 25. 16:00 (UTC+8) | Gonçalves 4                              | Gólpassz  | Spissu 7      | Philippine Arena, Bocaue Nézőszám: 21 214 Játékvezetők: Guilherme Locatelli (BRA), Kerem Baki (TUR), Martin Vulić (CRO) |

| 2023. augusztus 25. 20:00 (UTC+8) | Dominikai Köztársaság                    | 87–81     | Fülöp-szigetek      | Philippine Arena, Bocaue Nézőszám: 38 115 Játékvezetők: Yohan Rosso (FRA), Leandro Zalazar (ARG), Gatis Saliņš (LAT) |
| 2023. augusztus 25. 20:00 (UTC+8) | (22–18, 20–24, 24–22, 21–17) Jegyzőkönyv |           |                     | Philippine Arena, Bocaue Nézőszám: 38 115 Játékvezetők: Yohan Rosso (FRA), Leandro Zalazar (ARG), Gatis Saliņš (LAT) |
| 2023. augusztus 25. 20:00 (UTC+8) | Towns 26                                 | Pont      | Clarkson 28         | Philippine Arena, Bocaue Nézőszám: 38 115 Játékvezetők: Yohan Rosso (FRA), Leandro Zalazar (ARG), Gatis Saliņš (LAT) |
| 2023. augusztus 25. 20:00 (UTC+8) | Towns 10                                 | Lepattanó | Clarkson, Fajardo 7 | Philippine Arena, Bocaue Nézőszám: 38 115 Játékvezetők: Yohan Rosso (FRA), Leandro Zalazar (ARG), Gatis Saliņš (LAT) |
| 2023. augusztus 25. 20:00 (UTC+8) | Feliz 8                                  | Gólpassz  | Clarkson 7          | Philippine Arena, Bocaue Nézőszám: 38 115 Játékvezetők: Yohan Rosso (FRA), Leandro Zalazar (ARG), Gatis Saliņš (LAT) |

| 2023. augusztus 27. 16:00 (UTC+8) | Olaszország                              | 82–87     | Dominikai Köztársaság | Araneta Coliseum, Quezon City Nézőszám: 6298 Játékvezetők: Gatis Saliņš (LAT), Luis Castillo (ESP), Georgios Poursanidis (GRE) |
| 2023. augusztus 27. 16:00 (UTC+8) | (19–13, 20–25, 17–31, 26–18) Jegyzőkönyv |           |                       | Araneta Coliseum, Quezon City Nézőszám: 6298 Játékvezetők: Gatis Saliņš (LAT), Luis Castillo (ESP), Georgios Poursanidis (GRE) |
| 2023. augusztus 27. 16:00 (UTC+8) | Spissu 17                                | Pont      | Feliz, Towns 24       | Araneta Coliseum, Quezon City Nézőszám: 6298 Játékvezetők: Gatis Saliņš (LAT), Luis Castillo (ESP), Georgios Poursanidis (GRE) |
| 2023. augusztus 27. 16:00 (UTC+8) | Melli 7                                  | Lepattanó | Towns 11              | Araneta Coliseum, Quezon City Nézőszám: 6298 Játékvezetők: Gatis Saliņš (LAT), Luis Castillo (ESP), Georgios Poursanidis (GRE) |
| 2023. augusztus 27. 16:00 (UTC+8) | Spissu 4                                 | Gólpassz  | Montero 9             | Araneta Coliseum, Quezon City Nézőszám: 6298 Játékvezetők: Gatis Saliņš (LAT), Luis Castillo (ESP), Georgios Poursanidis (GRE) |

| 2023. augusztus 27. 20:00 (UTC+8) | Fülöp-szigetek                           | 70–80     | Angola            | Araneta Coliseum, Quezon City Nézőszám: 12 784 Játékvezetők: Gatis Saliņš (LAT), Luis Castillo (ESP), Georgios Poursanidis (GRE) |
| 2023. augusztus 27. 20:00 (UTC+8) | (19–12, 14–24, 19–20, 18–24) Jegyzőkönyv |           |                   | Araneta Coliseum, Quezon City Nézőszám: 12 784 Játékvezetők: Gatis Saliņš (LAT), Luis Castillo (ESP), Georgios Poursanidis (GRE) |
| 2023. augusztus 27. 20:00 (UTC+8) | Clarkson 21                              | Pont      | Gonçalves 17      | Araneta Coliseum, Quezon City Nézőszám: 12 784 Játékvezetők: Gatis Saliņš (LAT), Luis Castillo (ESP), Georgios Poursanidis (GRE) |
| 2023. augusztus 27. 20:00 (UTC+8) | Fajardo 7                                | Lepattanó | Bango, Fernando 7 | Araneta Coliseum, Quezon City Nézőszám: 12 784 Játékvezetők: Gatis Saliņš (LAT), Luis Castillo (ESP), Georgios Poursanidis (GRE) |
| 2023. augusztus 27. 20:00 (UTC+8) | Clarkson 7                               | Gólpassz  | Domingos 7        | Araneta Coliseum, Quezon City Nézőszám: 12 784 Játékvezetők: Gatis Saliņš (LAT), Luis Castillo (ESP), Georgios Poursanidis (GRE) |

| 2023. augusztus 29. 16:00 (UTC+8) | Angola                                   | 67–75     | Dominikai Köztársaság | Araneta Coliseum, Quezon City Nézőszám: 4769 Játékvezetők: Guilherme Locatelli (BRA), Luis Castillo (ESP), Martin Vulić (CRO) |
| 2023. augusztus 29. 16:00 (UTC+8) | (11–20, 21–17, 18–12, 17–26) Jegyzőkönyv |           |                       | Araneta Coliseum, Quezon City Nézőszám: 4769 Játékvezetők: Guilherme Locatelli (BRA), Luis Castillo (ESP), Martin Vulić (CRO) |
| 2023. augusztus 29. 16:00 (UTC+8) | De Sousa 19                              | Pont      | Feliz 17              | Araneta Coliseum, Quezon City Nézőszám: 4769 Játékvezetők: Guilherme Locatelli (BRA), Luis Castillo (ESP), Martin Vulić (CRO) |
| 2023. augusztus 29. 16:00 (UTC+8) | De Sousa 9                               | Lepattanó | Liz 8                 | Araneta Coliseum, Quezon City Nézőszám: 4769 Játékvezetők: Guilherme Locatelli (BRA), Luis Castillo (ESP), Martin Vulić (CRO) |
| 2023. augusztus 29. 16:00 (UTC+8) | Dundão 7                                 | Gólpassz  | Solano 4              | Araneta Coliseum, Quezon City Nézőszám: 4769 Játékvezetők: Guilherme Locatelli (BRA), Luis Castillo (ESP), Martin Vulić (CRO) |

| 2023. augusztus 29. 20:00 (UTC+8) | Fülöp-szigetek                           | 83–90     | Olaszország     | Araneta Coliseum, Quezon City Nézőszám: 11 821 Játékvezetők: Yohan Rosso (FRA), Leandro Zalazar (ARG), Mārtiņš Kozlovskis (LAT) |
| 2023. augusztus 29. 20:00 (UTC+8) | (23–20, 16–28, 21–25, 23–17) Jegyzőkönyv |           |                 | Araneta Coliseum, Quezon City Nézőszám: 11 821 Játékvezetők: Yohan Rosso (FRA), Leandro Zalazar (ARG), Mārtiņš Kozlovskis (LAT) |
| 2023. augusztus 29. 20:00 (UTC+8) | Clarkson 23                              | Pont      | Fontecchio 18   | Araneta Coliseum, Quezon City Nézőszám: 11 821 Játékvezetők: Yohan Rosso (FRA), Leandro Zalazar (ARG), Mārtiņš Kozlovskis (LAT) |
| 2023. augusztus 29. 20:00 (UTC+8) | Edu 8                                    | Lepattanó | három játékos 6 | Araneta Coliseum, Quezon City Nézőszám: 11 821 Játékvezetők: Yohan Rosso (FRA), Leandro Zalazar (ARG), Mārtiņš Kozlovskis (LAT) |
| 2023. augusztus 29. 20:00 (UTC+8) | Clarkson 6                               | Gólpassz  | Spissu 9        | Araneta Coliseum, Quezon City Nézőszám: 11 821 Játékvezetők: Yohan Rosso (FRA), Leandro Zalazar (ARG), Mārtiņš Kozlovskis (LAT) |

### B csoport
| Hely. | Csapat      | M | Gy | V | P+  | P–  | Pk  | P | Továbbjutás                      |
| ----- | ----------- | - | -- | - | --- | --- | --- | - | -------------------------------- |
| 1.    | Szerbia     | 3 | 3  | 0 | 314 | 223 | +91 | 6 | Továbbjutott a második fordulóba |
| 2.    | Puerto Rico | 3 | 2  | 1 | 285 | 279 | +6  | 5 | Továbbjutott a második fordulóba |
| 3.    | Dél-Szudán  | 3 | 1  | 2 | 268 | 285 | −17 | 4 | A 17–32. helyért                 |
| 4.    | Kína        | 3 | 0  | 3 | 221 | 301 | −80 | 3 | A 17–32. helyért                 |

| 2023. augusztus 26. 16:00 (UTC+8) | Dél-Szudán                                      | 96–101 (h. u.) | Puerto Rico     | Araneta Coliseum, Quezon City Nézőszám: 3166 Játékvezetők: Guilherme Locatelli (BRA), Luis Castillo (ESP), Carlos Peralta (ECU) |
| 2023. augusztus 26. 16:00 (UTC+8) | (29–21, 23–18, 15–18, 14–21, 15–20) Jegyzőkönyv |                |                 | Araneta Coliseum, Quezon City Nézőszám: 3166 Játékvezetők: Guilherme Locatelli (BRA), Luis Castillo (ESP), Carlos Peralta (ECU) |
| 2023. augusztus 26. 16:00 (UTC+8) | Jones 38                                        | Pont           | Thompson Jr. 21 | Araneta Coliseum, Quezon City Nézőszám: 3166 Játékvezetők: Guilherme Locatelli (BRA), Luis Castillo (ESP), Carlos Peralta (ECU) |
| 2023. augusztus 26. 16:00 (UTC+8) | Gabriel, Shayok 7                               | Lepattanó      | Thompson Jr. 13 | Araneta Coliseum, Quezon City Nézőszám: 3166 Játékvezetők: Guilherme Locatelli (BRA), Luis Castillo (ESP), Carlos Peralta (ECU) |
| 2023. augusztus 26. 16:00 (UTC+8) | Jones 11                                        | Gólpassz       | Waters 11       | Araneta Coliseum, Quezon City Nézőszám: 3166 Játékvezetők: Guilherme Locatelli (BRA), Luis Castillo (ESP), Carlos Peralta (ECU) |

| 2023. augusztus 26. 20:00 (UTC+8) | Szerbia                                  | 105–63    | Kína        | Araneta Coliseum, Quezon City Nézőszám: 7292 Játékvezetők: Yohan Rosso (FRA), Mārtiņš Kozlovskis (LAT), Rabah Noujaim (LBN) |
| 2023. augusztus 26. 20:00 (UTC+8) | (25–14, 30–20, 22–13, 28–16) Jegyzőkönyv |           |             | Araneta Coliseum, Quezon City Nézőszám: 7292 Játékvezetők: Yohan Rosso (FRA), Mārtiņš Kozlovskis (LAT), Rabah Noujaim (LBN) |
| 2023. augusztus 26. 20:00 (UTC+8) | Bogdanović, Marinković 14                | Pont      | Zhao R. 17  | Araneta Coliseum, Quezon City Nézőszám: 7292 Játékvezetők: Yohan Rosso (FRA), Mārtiņš Kozlovskis (LAT), Rabah Noujaim (LBN) |
| 2023. augusztus 26. 20:00 (UTC+8) | Milutinov, Ristić 6                      | Lepattanó | Cui, Zhou 5 | Araneta Coliseum, Quezon City Nézőszám: 7292 Játékvezetők: Yohan Rosso (FRA), Mārtiņš Kozlovskis (LAT), Rabah Noujaim (LBN) |
| 2023. augusztus 26. 20:00 (UTC+8) | Gudurić, S. Jović 6                      | Gólpassz  | Zhao J. 6   | Araneta Coliseum, Quezon City Nézőszám: 7292 Játékvezetők: Yohan Rosso (FRA), Mārtiņš Kozlovskis (LAT), Rabah Noujaim (LBN) |

| 2023. augusztus 28. 16:00 (UTC+8) | Kína                                     | 69–89     | Dél-Szudán | Araneta Coliseum, Quezon City Nézőszám: 4416 Játékvezetők: Guilherme Locatelli (BRA), Kerem Baki (TUR), Martin Vulić (CRO) |
| 2023. augusztus 28. 16:00 (UTC+8) | (14–22, 26–22, 13–19, 16–26) Jegyzőkönyv |           |            | Araneta Coliseum, Quezon City Nézőszám: 4416 Játékvezetők: Guilherme Locatelli (BRA), Kerem Baki (TUR), Martin Vulić (CRO) |
| 2023. augusztus 28. 16:00 (UTC+8) | Li 22                                    | Pont      | Jones 21   | Araneta Coliseum, Quezon City Nézőszám: 4416 Játékvezetők: Guilherme Locatelli (BRA), Kerem Baki (TUR), Martin Vulić (CRO) |
| 2023. augusztus 28. 16:00 (UTC+8) | Li 5                                     | Lepattanó | Maluach 6  | Araneta Coliseum, Quezon City Nézőszám: 4416 Játékvezetők: Guilherme Locatelli (BRA), Kerem Baki (TUR), Martin Vulić (CRO) |
| 2023. augusztus 28. 16:00 (UTC+8) | Zhao J. 4                                | Gólpassz  | Jones 6    | Araneta Coliseum, Quezon City Nézőszám: 4416 Játékvezetők: Guilherme Locatelli (BRA), Kerem Baki (TUR), Martin Vulić (CRO) |

| 2023. augusztus 28. 20:00 (UTC+8) | Puerto Rico                              | 77–94     | Szerbia                 | Araneta Coliseum, Quezon City Nézőszám: 2944 Játékvezetők: Yohan Rosso (FRA), Leandro Zalazar (ARG), Carlos Peralta (ECU) |
| 2023. augusztus 28. 20:00 (UTC+8) | (15–27, 12–30, 31–18, 19–19) Jegyzőkönyv |           |                         | Araneta Coliseum, Quezon City Nézőszám: 2944 Játékvezetők: Yohan Rosso (FRA), Leandro Zalazar (ARG), Carlos Peralta (ECU) |
| 2023. augusztus 28. 20:00 (UTC+8) | Piñeiro 14                               | Pont      | Bogdanović, N. Jović 17 | Araneta Coliseum, Quezon City Nézőszám: 2944 Játékvezetők: Yohan Rosso (FRA), Leandro Zalazar (ARG), Carlos Peralta (ECU) |
| 2023. augusztus 28. 20:00 (UTC+8) | Conditt 11                               | Lepattanó | Milutinov 15            | Araneta Coliseum, Quezon City Nézőszám: 2944 Játékvezetők: Yohan Rosso (FRA), Leandro Zalazar (ARG), Carlos Peralta (ECU) |
| 2023. augusztus 28. 20:00 (UTC+8) | Waters 9                                 | Gólpassz  | S. Jović 6              | Araneta Coliseum, Quezon City Nézőszám: 2944 Játékvezetők: Yohan Rosso (FRA), Leandro Zalazar (ARG), Carlos Peralta (ECU) |

| 2023. augusztus 30. 16:00 (UTC+8) | Dél-Szudán                               | 83–115    | Szerbia      | Araneta Coliseum, Quezon City Nézőszám: 5848 Játékvezetők: Yohan Rosso (FRA), Kerem Baki (TUR), Rabah Noujaim (LBN) |
| 2023. augusztus 30. 16:00 (UTC+8) | (20–30, 19–26, 26–27, 18–32) Jegyzőkönyv |           |              | Araneta Coliseum, Quezon City Nézőszám: 5848 Játékvezetők: Yohan Rosso (FRA), Kerem Baki (TUR), Rabah Noujaim (LBN) |
| 2023. augusztus 30. 16:00 (UTC+8) | Jok 21                                   | Pont      | N. Jović 25  | Araneta Coliseum, Quezon City Nézőszám: 5848 Játékvezetők: Yohan Rosso (FRA), Kerem Baki (TUR), Rabah Noujaim (LBN) |
| 2023. augusztus 30. 16:00 (UTC+8) | Omot 5                                   | Lepattanó | Milutinov 10 | Araneta Coliseum, Quezon City Nézőszám: 5848 Játékvezetők: Yohan Rosso (FRA), Kerem Baki (TUR), Rabah Noujaim (LBN) |
| 2023. augusztus 30. 16:00 (UTC+8) | Jones 6                                  | Gólpassz  | S. Jović 13  | Araneta Coliseum, Quezon City Nézőszám: 5848 Játékvezetők: Yohan Rosso (FRA), Kerem Baki (TUR), Rabah Noujaim (LBN) |

| 2023. augusztus 30. 20:00 (UTC+8) | Kína                                     | 89–107    | Puerto Rico | Araneta Coliseum, Quezon City Nézőszám: 7166 Játékvezetők: Gatis Saliņš (LAT), Luis Castillo (ESP), Carlos Peralta (ECU) |
| 2023. augusztus 30. 20:00 (UTC+8) | (16–23, 21–29, 32–26, 20–29) Jegyzőkönyv |           |             | Araneta Coliseum, Quezon City Nézőszám: 7166 Játékvezetők: Gatis Saliņš (LAT), Luis Castillo (ESP), Carlos Peralta (ECU) |
| 2023. augusztus 30. 20:00 (UTC+8) | Zhao R. 16                               | Pont      | Waters 22   | Araneta Coliseum, Quezon City Nézőszám: 7166 Játékvezetők: Gatis Saliņš (LAT), Luis Castillo (ESP), Carlos Peralta (ECU) |
| 2023. augusztus 30. 20:00 (UTC+8) | Wang, Zhou 5                             | Lepattanó | Romero 10   | Araneta Coliseum, Quezon City Nézőszám: 7166 Játékvezetők: Gatis Saliņš (LAT), Luis Castillo (ESP), Carlos Peralta (ECU) |
| 2023. augusztus 30. 20:00 (UTC+8) | Zhao J. 5                                | Gólpassz  | Waters 6    | Araneta Coliseum, Quezon City Nézőszám: 7166 Játékvezetők: Gatis Saliņš (LAT), Luis Castillo (ESP), Carlos Peralta (ECU) |

### C csoport
| Hely. | Csapat           | M | Gy | V | P+  | P–  | Pk   | P | Továbbjutás                      |
| ----- | ---------------- | - | -- | - | --- | --- | ---- | - | -------------------------------- |
| 1.    | Egyesült Államok | 3 | 3  | 0 | 318 | 215 | +103 | 6 | Továbbjutott a második fordulóba |
| 2.    | Görögország      | 3 | 2  | 1 | 256 | 254 | +2   | 5 | Továbbjutott a második fordulóba |
| 3.    | Új-Zéland        | 3 | 1  | 2 | 241 | 269 | −28  | 4 | A 17–32. helyért                 |
| 4.    | Jordánia         | 3 | 0  | 3 | 220 | 297 | −77  | 3 | A 17–32. helyért                 |

| 2023. augusztus 26. 16:45 (UTC+8) | Jordánia                                 | 71–92     | Görögország     | Mall of Asia Arena, Pasay Nézőszám: 5795 Játékvezetők: Antonio Conde (ESP), Takaki Kato (JPN), Manuel Attard (ITA) |
| 2023. augusztus 26. 16:45 (UTC+8) | (14–19, 19–27, 27–20, 11–26) Jegyzőkönyv |           |                 | Mall of Asia Arena, Pasay Nézőszám: 5795 Játékvezetők: Antonio Conde (ESP), Takaki Kato (JPN), Manuel Attard (ITA) |
| 2023. augusztus 26. 16:45 (UTC+8) | Hollis-Jefferson 24                      | Pont      | Larentzakis 19  | Mall of Asia Arena, Pasay Nézőszám: 5795 Játékvezetők: Antonio Conde (ESP), Takaki Kato (JPN), Manuel Attard (ITA) |
| 2023. augusztus 26. 16:45 (UTC+8) | Al-Dwairi, Hollis-Jefferson 7            | Lepattanó | Rogkavopoulos 7 | Mall of Asia Arena, Pasay Nézőszám: 5795 Játékvezetők: Antonio Conde (ESP), Takaki Kato (JPN), Manuel Attard (ITA) |
| 2023. augusztus 26. 16:45 (UTC+8) | Ibrahim 6                                | Gólpassz  | Walkup 7        | Mall of Asia Arena, Pasay Nézőszám: 5795 Játékvezetők: Antonio Conde (ESP), Takaki Kato (JPN), Manuel Attard (ITA) |

| 2023. augusztus 26. 20:40 (UTC+8) | Egyesült Államok                         | 99–72     | Új-Zéland      | Mall of Asia Arena, Pasay Nézőszám: 10 978 Játékvezetők: Manuel Mazzoni (ITA), Boris Krejič (SLO), Park Kyoung-jin (KOR) |
| 2023. augusztus 26. 20:40 (UTC+8) | (19–18, 26–18, 31–22, 23–14) Jegyzőkönyv |           |                | Mall of Asia Arena, Pasay Nézőszám: 10 978 Játékvezetők: Manuel Mazzoni (ITA), Boris Krejič (SLO), Park Kyoung-jin (KOR) |
| 2023. augusztus 26. 20:40 (UTC+8) | Banchero 21                              | Pont      | Te Rangi 15    | Mall of Asia Arena, Pasay Nézőszám: 10 978 Játékvezetők: Manuel Mazzoni (ITA), Boris Krejič (SLO), Park Kyoung-jin (KOR) |
| 2023. augusztus 26. 20:40 (UTC+8) | Edwards 7                                | Lepattanó | Delany, Fotu 5 | Mall of Asia Arena, Pasay Nézőszám: 10 978 Játékvezetők: Manuel Mazzoni (ITA), Boris Krejič (SLO), Park Kyoung-jin (KOR) |
| 2023. augusztus 26. 20:40 (UTC+8) | Reaves 6                                 | Gólpassz  | Ili 5          | Mall of Asia Arena, Pasay Nézőszám: 10 978 Játékvezetők: Manuel Mazzoni (ITA), Boris Krejič (SLO), Park Kyoung-jin (KOR) |

| 2023. augusztus 28. 16:45 (UTC+8) | Új-Zéland                                      | 95–87 (h. u.) | Jordánia            | Mall of Asia Arena, Pasay Nézőszám: 7331 Játékvezetők: Takaki Kato (JPN), Boris Krejič (SLO), Praksch Péter (HUN) |
| 2023. augusztus 28. 16:45 (UTC+8) | (21–18, 25–19, 19–20, 20–28, 10–2) Jegyzőkönyv |               |                     | Mall of Asia Arena, Pasay Nézőszám: 7331 Játékvezetők: Takaki Kato (JPN), Boris Krejič (SLO), Praksch Péter (HUN) |
| 2023. augusztus 28. 16:45 (UTC+8) | Le'afa 23                                      | Pont          | Hollis-Jefferson 39 | Mall of Asia Arena, Pasay Nézőszám: 7331 Játékvezetők: Takaki Kato (JPN), Boris Krejič (SLO), Praksch Péter (HUN) |
| 2023. augusztus 28. 16:45 (UTC+8) | Delany 7                                       | Lepattanó     | Al-Dwairi 10        | Mall of Asia Arena, Pasay Nézőszám: 7331 Játékvezetők: Takaki Kato (JPN), Boris Krejič (SLO), Praksch Péter (HUN) |
| 2023. augusztus 28. 16:45 (UTC+8) | Ili 10                                         | Gólpassz      | Ibrahim 9           | Mall of Asia Arena, Pasay Nézőszám: 7331 Játékvezetők: Takaki Kato (JPN), Boris Krejič (SLO), Praksch Péter (HUN) |

| 2023. augusztus 28. 20:40 (UTC+8) | Görögország                              | 81–109    | Egyesült Államok | Mall of Asia Arena, Pasay Nézőszám: 11 392 Játékvezetők: Antonio Conde (ESP), Manuel Mazzoni (ITA), Daniel García (VEN) |
| 2023. augusztus 28. 20:40 (UTC+8) | (19–23, 18–27, 19–29, 25–30) Jegyzőkönyv |           |                  | Mall of Asia Arena, Pasay Nézőszám: 11 392 Játékvezetők: Antonio Conde (ESP), Manuel Mazzoni (ITA), Daniel García (VEN) |
| 2023. augusztus 28. 20:40 (UTC+8) | Papagiannis 17                           | Pont      | Reaves 15        | Mall of Asia Arena, Pasay Nézőszám: 11 392 Játékvezetők: Antonio Conde (ESP), Manuel Mazzoni (ITA), Daniel García (VEN) |
| 2023. augusztus 28. 20:40 (UTC+8) | Antetokounmpo, Rogkavopoulos 4           | Lepattanó | Hart 11          | Mall of Asia Arena, Pasay Nézőszám: 11 392 Játékvezetők: Antonio Conde (ESP), Manuel Mazzoni (ITA), Daniel García (VEN) |
| 2023. augusztus 28. 20:40 (UTC+8) | Walkup 7                                 | Gólpassz  | Reaves 6         | Mall of Asia Arena, Pasay Nézőszám: 11 392 Játékvezetők: Antonio Conde (ESP), Manuel Mazzoni (ITA), Daniel García (VEN) |

| 2023. augusztus 30. 16:40 (UTC+8) | Egyesült Államok                         | 110–62    | Jordánia            | Mall of Asia Arena, Pasay Nézőszám: 10 511 Játékvezetők: Takaki Kato (JPN), Kristian Paez (ECU), Praksch Péter (HUN) |
| 2023. augusztus 30. 16:40 (UTC+8) | (31–12, 31–21, 25–16, 23–13) Jegyzőkönyv |           |                     | Mall of Asia Arena, Pasay Nézőszám: 10 511 Játékvezetők: Takaki Kato (JPN), Kristian Paez (ECU), Praksch Péter (HUN) |
| 2023. augusztus 30. 16:40 (UTC+8) | Edwards 22                               | Pont      | Hollis-Jefferson 20 | Mall of Asia Arena, Pasay Nézőszám: 10 511 Játékvezetők: Takaki Kato (JPN), Kristian Paez (ECU), Praksch Péter (HUN) |
| 2023. augusztus 30. 16:40 (UTC+8) | Hart 12                                  | Lepattanó | Hollis-Jefferson 7  | Mall of Asia Arena, Pasay Nézőszám: 10 511 Játékvezetők: Takaki Kato (JPN), Kristian Paez (ECU), Praksch Péter (HUN) |
| 2023. augusztus 30. 16:40 (UTC+8) | Haliburton 6                             | Gólpassz  | Kanaan 6            | Mall of Asia Arena, Pasay Nézőszám: 10 511 Játékvezetők: Takaki Kato (JPN), Kristian Paez (ECU), Praksch Péter (HUN) |

| 2023. augusztus 30. 20:40 (UTC+8) | Görögország                              | 83–74     | Új-Zéland | Mall of Asia Arena, Pasay Nézőszám: 5625 Játékvezetők: Manuel Mazzoni (ITA), Andris Aunkrogers (LAT), Carlos Vélez (COL) |
| 2023. augusztus 30. 20:40 (UTC+8) | (15-20, 17-23, 18-11, 33-20) Jegyzőkönyv |           |           | Mall of Asia Arena, Pasay Nézőszám: 5625 Játékvezetők: Manuel Mazzoni (ITA), Andris Aunkrogers (LAT), Carlos Vélez (COL) |
| 2023. augusztus 30. 20:40 (UTC+8) | Papapetrou 27                            | Pont      | Ili 27    | Mall of Asia Arena, Pasay Nézőszám: 5625 Játékvezetők: Manuel Mazzoni (ITA), Andris Aunkrogers (LAT), Carlos Vélez (COL) |
| 2023. augusztus 30. 20:40 (UTC+8) | Papagiannis 9                            | Lepattanó | Delany 14 | Mall of Asia Arena, Pasay Nézőszám: 5625 Játékvezetők: Manuel Mazzoni (ITA), Andris Aunkrogers (LAT), Carlos Vélez (COL) |
| 2023. augusztus 30. 20:40 (UTC+8) | Walkup 9                                 | Gólpassz  | Ili 8     | Mall of Asia Arena, Pasay Nézőszám: 5625 Játékvezetők: Manuel Mazzoni (ITA), Andris Aunkrogers (LAT), Carlos Vélez (COL) |

### D csoport
| Hely. | Csapat     | M | Gy | V | P+  | P–  | Pk  | P | Továbbjutás                      |
| ----- | ---------- | - | -- | - | --- | --- | --- | - | -------------------------------- |
| 1.    | Litvánia   | 3 | 3  | 0 | 280 | 204 | +76 | 6 | Továbbjutott a második fordulóba |
| 2.    | Montenegró | 3 | 2  | 1 | 251 | 236 | +15 | 5 | Továbbjutott a második fordulóba |
| 3.    | Egyiptom   | 3 | 1  | 2 | 241 | 254 | −13 | 4 | A 17–32. helyért                 |
| 4.    | Mexikó     | 3 | 0  | 3 | 209 | 287 | −78 | 3 | A 17–32. helyért                 |

| 2023. augusztus 25. 16:45 (UTC+8) | Mexikó                                   | 71–91     | Montenegró | Mall of Asia Arena, Pasay Nézőszám: 6668 Játékvezetők: Manuel Mazzoni (ITA), Daniel García (VEN), Kristian Paez (ECU) |
| 2023. augusztus 25. 16:45 (UTC+8) | (19–19, 20–29, 19–20, 13–23) Jegyzőkönyv |           |            | Mall of Asia Arena, Pasay Nézőszám: 6668 Játékvezetők: Manuel Mazzoni (ITA), Daniel García (VEN), Kristian Paez (ECU) |
| 2023. augusztus 25. 16:45 (UTC+8) | Cruz 16                                  | Pont      | Vučević 27 | Mall of Asia Arena, Pasay Nézőszám: 6668 Játékvezetők: Manuel Mazzoni (ITA), Daniel García (VEN), Kristian Paez (ECU) |
| 2023. augusztus 25. 16:45 (UTC+8) | Jaimes 8                                 | Lepattanó | Vučević 10 | Mall of Asia Arena, Pasay Nézőszám: 6668 Játékvezetők: Manuel Mazzoni (ITA), Daniel García (VEN), Kristian Paez (ECU) |
| 2023. augusztus 25. 16:45 (UTC+8) | Stoll 7                                  | Gólpassz  | Perry 7    | Mall of Asia Arena, Pasay Nézőszám: 6668 Játékvezetők: Manuel Mazzoni (ITA), Daniel García (VEN), Kristian Paez (ECU) |

| 2023. augusztus 25. 20:30 (UTC+8) | Egyiptom                                 | 67–93     | Litvánia       | Mall of Asia Arena, Pasay Nézőszám: 7229 Játékvezetők: Antonio Conde (ESP), Praksch Péter (HUN), Carlos Vélez (COL) |
| 2023. augusztus 25. 20:30 (UTC+8) | (12–26, 22–20, 19–24, 14–23) Jegyzőkönyv |           |                | Mall of Asia Arena, Pasay Nézőszám: 7229 Játékvezetők: Antonio Conde (ESP), Praksch Péter (HUN), Carlos Vélez (COL) |
| 2023. augusztus 25. 20:30 (UTC+8) | Marei 14                                 | Pont      | Normantas 18   | Mall of Asia Arena, Pasay Nézőszám: 7229 Játékvezetők: Antonio Conde (ESP), Praksch Péter (HUN), Carlos Vélez (COL) |
| 2023. augusztus 25. 20:30 (UTC+8) | Marei 9                                  | Lepattanó | Valančiūnas 10 | Mall of Asia Arena, Pasay Nézőszám: 7229 Játékvezetők: Antonio Conde (ESP), Praksch Péter (HUN), Carlos Vélez (COL) |
| 2023. augusztus 25. 20:30 (UTC+8) | három játékos 3                          | Gólpassz  | Brazdeikis 5   | Mall of Asia Arena, Pasay Nézőszám: 7229 Játékvezetők: Antonio Conde (ESP), Praksch Péter (HUN), Carlos Vélez (COL) |

| 2023. augusztus 27. 16:45 (UTC+8) | Montenegró                               | 89–74     | Egyiptom  | Mall of Asia Arena, Pasay Nézőszám: 3751 Játékvezetők: Antonio Conde (ESP), Takaki Kato (JPN), Andris Aunkrogers (LAT) |
| 2023. augusztus 27. 16:45 (UTC+8) | (27–17, 24–20, 19–19, 19–18) Jegyzőkönyv |           |           | Mall of Asia Arena, Pasay Nézőszám: 3751 Játékvezetők: Antonio Conde (ESP), Takaki Kato (JPN), Andris Aunkrogers (LAT) |
| 2023. augusztus 27. 16:45 (UTC+8) | Vučević 16                               | Pont      | Amin 26   | Mall of Asia Arena, Pasay Nézőszám: 3751 Játékvezetők: Antonio Conde (ESP), Takaki Kato (JPN), Andris Aunkrogers (LAT) |
| 2023. augusztus 27. 16:45 (UTC+8) | Radončić, Vučević 7                      | Lepattanó | Gardner 8 | Mall of Asia Arena, Pasay Nézőszám: 3751 Játékvezetők: Antonio Conde (ESP), Takaki Kato (JPN), Andris Aunkrogers (LAT) |
| 2023. augusztus 27. 16:45 (UTC+8) | Perry 7                                  | Gólpassz  | Gendy 4   | Mall of Asia Arena, Pasay Nézőszám: 3751 Játékvezetők: Antonio Conde (ESP), Takaki Kato (JPN), Andris Aunkrogers (LAT) |

| 2023. augusztus 27. 20:30 (UTC+8) | Litvánia                                 | 96–66     | Mexikó           | Mall of Asia Arena, Pasay Nézőszám: 5503 Játékvezetők: Manuel Mazzoni (ITA), Boris Krejič (SLO), Kristian Paez (ECU) |
| 2023. augusztus 27. 20:30 (UTC+8) | (32–17, 21–17, 23–17, 20–15) Jegyzőkönyv |           |                  | Mall of Asia Arena, Pasay Nézőszám: 5503 Játékvezetők: Manuel Mazzoni (ITA), Boris Krejič (SLO), Kristian Paez (ECU) |
| 2023. augusztus 27. 20:30 (UTC+8) | Jokubaitis, Valančiūnas 15               | Pont      | Girón 13         | Mall of Asia Arena, Pasay Nézőszám: 5503 Játékvezetők: Manuel Mazzoni (ITA), Boris Krejič (SLO), Kristian Paez (ECU) |
| 2023. augusztus 27. 20:30 (UTC+8) | Valančiūnas 12                           | Lepattanó | Ibarra, Jaimes 6 | Mall of Asia Arena, Pasay Nézőszám: 5503 Játékvezetők: Manuel Mazzoni (ITA), Boris Krejič (SLO), Kristian Paez (ECU) |
| 2023. augusztus 27. 20:30 (UTC+8) | Jokubaitis 7                             | Gólpassz  | Jaimes 4         | Mall of Asia Arena, Pasay Nézőszám: 5503 Játékvezetők: Manuel Mazzoni (ITA), Boris Krejič (SLO), Kristian Paez (ECU) |

| 2023. augusztus 29. 16:45 (UTC+8) | Egyiptom                                 | 100–72    | Mexikó          | Mall of Asia Arena, Pasay Nézőszám: 4448 Játékvezetők: Antonio Conde (ESP), Daniel García (VEN), Park Kyoung-jin (KOR) |
| 2023. augusztus 29. 16:45 (UTC+8) | (30–16, 29–19, 18–21, 23–16) Jegyzőkönyv |           |                 | Mall of Asia Arena, Pasay Nézőszám: 4448 Játékvezetők: Antonio Conde (ESP), Daniel García (VEN), Park Kyoung-jin (KOR) |
| 2023. augusztus 29. 16:45 (UTC+8) | Amin 22                                  | Pont      | Cruz, Ibarra 21 | Mall of Asia Arena, Pasay Nézőszám: 4448 Játékvezetők: Antonio Conde (ESP), Daniel García (VEN), Park Kyoung-jin (KOR) |
| 2023. augusztus 29. 16:45 (UTC+8) | Marei 10                                 | Lepattanó | Jaimes 6        | Mall of Asia Arena, Pasay Nézőszám: 4448 Játékvezetők: Antonio Conde (ESP), Daniel García (VEN), Park Kyoung-jin (KOR) |
| 2023. augusztus 29. 16:45 (UTC+8) | Amin 10                                  | Gólpassz  | Stoll 14        | Mall of Asia Arena, Pasay Nézőszám: 4448 Játékvezetők: Antonio Conde (ESP), Daniel García (VEN), Park Kyoung-jin (KOR) |

| 2023. augusztus 29. 20:30 (UTC+8) | Montenegró                               | 71–91     | Litvánia       | Mall of Asia Arena, Pasay Nézőszám: 5707 Játékvezetők: Boris Krejič (SLO), Kristian Paez (ECU), Manuel Attard (ITA) |
| 2023. augusztus 29. 20:30 (UTC+8) | (27–26, 13–22, 10–18, 21–25) Jegyzőkönyv |           |                | Mall of Asia Arena, Pasay Nézőszám: 5707 Játékvezetők: Boris Krejič (SLO), Kristian Paez (ECU), Manuel Attard (ITA) |
| 2023. augusztus 29. 20:30 (UTC+8) | Vučević 19                               | Pont      | Jokubaitis 19  | Mall of Asia Arena, Pasay Nézőszám: 5707 Játékvezetők: Boris Krejič (SLO), Kristian Paez (ECU), Manuel Attard (ITA) |
| 2023. augusztus 29. 20:30 (UTC+8) | Simonović 6                              | Lepattanó | Sedekerskis 11 | Mall of Asia Arena, Pasay Nézőszám: 5707 Játékvezetők: Boris Krejič (SLO), Kristian Paez (ECU), Manuel Attard (ITA) |
| 2023. augusztus 29. 20:30 (UTC+8) | hat játékos 2                            | Gólpassz  | Jokubaitis 6   | Mall of Asia Arena, Pasay Nézőszám: 5707 Játékvezetők: Boris Krejič (SLO), Kristian Paez (ECU), Manuel Attard (ITA) |

### E csoport
| Hely. | Csapat      | M | Gy | V | P+  | P–  | Pk  | P | Továbbjutás                      |
| ----- | ----------- | - | -- | - | --- | --- | --- | - | -------------------------------- |
| 1.    | Németország | 3 | 3  | 0 | 267 | 220 | +47 | 6 | Továbbjutott a második fordulóba |
| 2.    | Ausztrália  | 3 | 2  | 1 | 289 | 246 | +43 | 5 | Továbbjutott a második fordulóba |
| 3.    | Japán (R)   | 3 | 1  | 2 | 250 | 278 | −28 | 4 | A 17–32. helyért                 |
| 4.    | Finnország  | 3 | 0  | 3 | 235 | 297 | −62 | 3 | A 17–32. helyért                 |

| 2023. augusztus 25. 17:00 (UTC+9) | Finnország                               | 72–98     | Ausztrália | Okinava Aréna, Okinava Nézőszám: 5729 Játékvezetők: Jorge Vázquez (PUR), Wojciech Liszka (POL), Blanca Burns (USA) |
| 2023. augusztus 25. 17:00 (UTC+9) | (21–17, 19–28, 14–25, 18–28) Jegyzőkönyv |           |            | Okinava Aréna, Okinava Nézőszám: 5729 Játékvezetők: Jorge Vázquez (PUR), Wojciech Liszka (POL), Blanca Burns (USA) |
| 2023. augusztus 25. 17:00 (UTC+9) | Markkanen 19                             | Pont      | Mills 25   | Okinava Aréna, Okinava Nézőszám: 5729 Játékvezetők: Jorge Vázquez (PUR), Wojciech Liszka (POL), Blanca Burns (USA) |
| 2023. augusztus 25. 17:00 (UTC+9) | Markkanen 8                              | Lepattanó | Giddey 9   | Okinava Aréna, Okinava Nézőszám: 5729 Játékvezetők: Jorge Vázquez (PUR), Wojciech Liszka (POL), Blanca Burns (USA) |
| 2023. augusztus 25. 17:00 (UTC+9) | Markkanen, Little 4                      | Gólpassz  | Giddey 8   | Okinava Aréna, Okinava Nézőszám: 5729 Játékvezetők: Jorge Vázquez (PUR), Wojciech Liszka (POL), Blanca Burns (USA) |

| 2023. augusztus 25. 21:10 (UTC+9) | Németország                              | 81–63     | Japán           | Okinava Aréna, Okinava Nézőszám: 6397 Játékvezetők: Omar Bermúdez (MEX), Amy Bonner (USA), Waseem Husainy (CAN) |
| 2023. augusztus 25. 21:10 (UTC+9) | (23–11, 30–20, 16–16, 12–16) Jegyzőkönyv |           |                 | Okinava Aréna, Okinava Nézőszám: 6397 Játékvezetők: Omar Bermúdez (MEX), Amy Bonner (USA), Waseem Husainy (CAN) |
| 2023. augusztus 25. 21:10 (UTC+9) | M. Wagner 25                             | Pont      | Vatanabe 20     | Okinava Aréna, Okinava Nézőszám: 6397 Játékvezetők: Omar Bermúdez (MEX), Amy Bonner (USA), Waseem Husainy (CAN) |
| 2023. augusztus 25. 21:10 (UTC+9) | M. Wagner 9                              | Lepattanó | Hawkinson 10    | Okinava Aréna, Okinava Nézőszám: 6397 Játékvezetők: Omar Bermúdez (MEX), Amy Bonner (USA), Waseem Husainy (CAN) |
| 2023. augusztus 25. 21:10 (UTC+9) | Schröder, F. Wagner 5                    | Gólpassz  | három játékos 3 | Okinava Aréna, Okinava Nézőszám: 6397 Játékvezetők: Omar Bermúdez (MEX), Amy Bonner (USA), Waseem Husainy (CAN) |

| 2023. augusztus 27. 17:30 (UTC+9) | Ausztrália                               | 82–85     | Németország | Okinava Aréna, Okinava Nézőszám: 6205 Játékvezetők: Matthew Kallio (CAN), Blanca Burns (USA), Omar Bermúdez (MEX) |
| 2023. augusztus 27. 17:30 (UTC+9) | (25–24, 19–25, 22–13, 16–23) Jegyzőkönyv |           |             | Okinava Aréna, Okinava Nézőszám: 6205 Játékvezetők: Matthew Kallio (CAN), Blanca Burns (USA), Omar Bermúdez (MEX) |
| 2023. augusztus 27. 17:30 (UTC+9) | Mills 21                                 | Pont      | Schröder 30 | Okinava Aréna, Okinava Nézőszám: 6205 Játékvezetők: Matthew Kallio (CAN), Blanca Burns (USA), Omar Bermúdez (MEX) |
| 2023. augusztus 27. 17:30 (UTC+9) | Cooks, Mills 5                           | Lepattanó | Voigtmann 6 | Okinava Aréna, Okinava Nézőszám: 6205 Játékvezetők: Matthew Kallio (CAN), Blanca Burns (USA), Omar Bermúdez (MEX) |
| 2023. augusztus 27. 17:30 (UTC+9) | Mills 6                                  | Gólpassz  | Schröder 8  | Okinava Aréna, Okinava Nézőszám: 6205 Játékvezetők: Matthew Kallio (CAN), Blanca Burns (USA), Omar Bermúdez (MEX) |

| 2023. augusztus 27. 21:10 (UTC+9) | Japán                                    | 98–88     | Finnország     | Okinava Aréna, Okinava Nézőszám: 7374 Játékvezetők: Ademir Zurapović (BIH), Amy Bonner (USA), Ahmed Al-Shuwaili (IRQ) |
| 2023. augusztus 27. 21:10 (UTC+9) | (22–15, 14–31, 27–27, 35–15) Jegyzőkönyv |           |                | Okinava Aréna, Okinava Nézőszám: 7374 Játékvezetők: Ademir Zurapović (BIH), Amy Bonner (USA), Ahmed Al-Shuwaili (IRQ) |
| 2023. augusztus 27. 21:10 (UTC+9) | Hawkinson 28                             | Pont      | Markkanen 27   | Okinava Aréna, Okinava Nézőszám: 7374 Játékvezetők: Ademir Zurapović (BIH), Amy Bonner (USA), Ahmed Al-Shuwaili (IRQ) |
| 2023. augusztus 27. 21:10 (UTC+9) | Hawkinson 19                             | Lepattanó | Markkanen 12   | Okinava Aréna, Okinava Nézőszám: 7374 Játékvezetők: Ademir Zurapović (BIH), Amy Bonner (USA), Ahmed Al-Shuwaili (IRQ) |
| 2023. augusztus 27. 21:10 (UTC+9) | Kawamura 9                               | Gólpassz  | négy játékos 5 | Okinava Aréna, Okinava Nézőszám: 7374 Játékvezetők: Ademir Zurapović (BIH), Amy Bonner (USA), Ahmed Al-Shuwaili (IRQ) |

| 2023. augusztus 29. 16:30 (UTC+9) | Németország                              | 101–75    | Finnország  | Okinava Aréna, Okinava Nézőszám: 6037 Játékvezetők: Matthew Kallio (CAN), Martin Horozov (BUL), Wael Mostafa (EGY) |
| 2023. augusztus 29. 16:30 (UTC+9) | (19–22, 28–17, 29–16, 25–20) Jegyzőkönyv |           |             | Okinava Aréna, Okinava Nézőszám: 6037 Játékvezetők: Matthew Kallio (CAN), Martin Horozov (BUL), Wael Mostafa (EGY) |
| 2023. augusztus 29. 16:30 (UTC+9) | Bonga, Schröder 15                       | Pont      | Nkamhoua 14 | Okinava Aréna, Okinava Nézőszám: 6037 Játékvezetők: Matthew Kallio (CAN), Martin Horozov (BUL), Wael Mostafa (EGY) |
| 2023. augusztus 29. 16:30 (UTC+9) | Hollatz, Voigtmann 4                     | Lepattanó | Jantunen 5  | Okinava Aréna, Okinava Nézőszám: 6037 Játékvezetők: Matthew Kallio (CAN), Martin Horozov (BUL), Wael Mostafa (EGY) |
| 2023. augusztus 29. 16:30 (UTC+9) | Lô 5                                     | Gólpassz  | Maxhuni 6   | Okinava Aréna, Okinava Nézőszám: 6037 Játékvezetők: Matthew Kallio (CAN), Martin Horozov (BUL), Wael Mostafa (EGY) |

| 2023. augusztus 29. 20:10 (UTC+9) | Ausztrália                               | 109–89    | Japán                 | Okinava Aréna, Okinava Nézőszám: 7374 Játékvezetők: Jorge Vázquez (PUR), Amy Bonner (USA), Waseem Husainy (CAN) |
| 2023. augusztus 29. 20:10 (UTC+9) | (25–17, 32–18, 30–35, 22–19) Jegyzőkönyv |           |                       | Okinava Aréna, Okinava Nézőszám: 7374 Játékvezetők: Jorge Vázquez (PUR), Amy Bonner (USA), Waseem Husainy (CAN) |
| 2023. augusztus 29. 20:10 (UTC+9) | Giddey 26                                | Pont      | Hawkinson 33          | Okinava Aréna, Okinava Nézőszám: 7374 Játékvezetők: Jorge Vázquez (PUR), Amy Bonner (USA), Waseem Husainy (CAN) |
| 2023. augusztus 29. 20:10 (UTC+9) | Cooks 16                                 | Lepattanó | Hawkinson, Vatanabe 7 | Okinava Aréna, Okinava Nézőszám: 7374 Játékvezetők: Jorge Vázquez (PUR), Amy Bonner (USA), Waseem Husainy (CAN) |
| 2023. augusztus 29. 20:10 (UTC+9) | Giddey 11                                | Gólpassz  | Kawamura, Togashi 7   | Okinava Aréna, Okinava Nézőszám: 7374 Játékvezetők: Jorge Vázquez (PUR), Amy Bonner (USA), Waseem Husainy (CAN) |

### F csoport
| Hely. | Csapat                | M | Gy | V | P+  | P–  | Pk  | P | Továbbjutás                      |
| ----- | --------------------- | - | -- | - | --- | --- | --- | - | -------------------------------- |
| 1.    | Szlovénia             | 3 | 3  | 0 | 280 | 229 | +51 | 6 | Továbbjutott a második fordulóba |
| 2.    | Grúzia                | 3 | 2  | 1 | 222 | 207 | +15 | 5 | Továbbjutott a második fordulóba |
| 3.    | Zöld-foki Köztársaság | 3 | 1  | 2 | 218 | 252 | −34 | 4 | A 17–32. helyért                 |
| 4.    | Venezuela             | 3 | 0  | 3 | 219 | 251 | −32 | 3 | A 17–32. helyért                 |

| 2023. augusztus 26. 17:00 (UTC+9) | Zöld-foki Köztársaság                    | 60–85     | Grúzia            | Okinava Aréna, Okinava Nézőszám: 5669 Játékvezetők: Jorge Vázquez (PUR), Martin Horozov (BUL), Wael Mostafa (EGY) |
| 2023. augusztus 26. 17:00 (UTC+9) | (11–20, 11–28, 15–22, 23–15) Jegyzőkönyv |           |                   | Okinava Aréna, Okinava Nézőszám: 5669 Játékvezetők: Jorge Vázquez (PUR), Martin Horozov (BUL), Wael Mostafa (EGY) |
| 2023. augusztus 26. 17:00 (UTC+9) | Mendes 11                                | Pont      | Shengelia 16      | Okinava Aréna, Okinava Nézőszám: 5669 Játékvezetők: Jorge Vázquez (PUR), Martin Horozov (BUL), Wael Mostafa (EGY) |
| 2023. augusztus 26. 17:00 (UTC+9) | E. Tavares 12                            | Lepattanó | Bitadze 11        | Okinava Aréna, Okinava Nézőszám: 5669 Játékvezetők: Jorge Vázquez (PUR), Martin Horozov (BUL), Wael Mostafa (EGY) |
| 2023. augusztus 26. 17:00 (UTC+9) | Da Rosa 6                                | Gólpassz  | Andronikashvili 6 | Okinava Aréna, Okinava Nézőszám: 5669 Játékvezetők: Jorge Vázquez (PUR), Martin Horozov (BUL), Wael Mostafa (EGY) |

| 2023. augusztus 26. 20:30 (UTC+9) | Szlovénia                                | 100–85    | Venezuela             | Okinava Aréna, Okinava Nézőszám: 6389 Játékvezetők: Ademir Zurapović (BIH), Matthew Kallio (CAN), Wojciech Liszka (POL) |
| 2023. augusztus 26. 20:30 (UTC+9) | (31–33, 25–18, 22–12, 22–22) Jegyzőkönyv |           |                       | Okinava Aréna, Okinava Nézőszám: 6389 Játékvezetők: Ademir Zurapović (BIH), Matthew Kallio (CAN), Wojciech Liszka (POL) |
| 2023. augusztus 26. 20:30 (UTC+9) | Dončić 37                                | Pont      | Sojo 16               | Okinava Aréna, Okinava Nézőszám: 6389 Játékvezetők: Ademir Zurapović (BIH), Matthew Kallio (CAN), Wojciech Liszka (POL) |
| 2023. augusztus 26. 20:30 (UTC+9) | Dončić 7                                 | Lepattanó | Carrera, Colmenares 4 | Okinava Aréna, Okinava Nézőszám: 6389 Játékvezetők: Ademir Zurapović (BIH), Matthew Kallio (CAN), Wojciech Liszka (POL) |
| 2023. augusztus 26. 20:30 (UTC+9) | Dončić 6                                 | Gólpassz  | Guillent 6            | Okinava Aréna, Okinava Nézőszám: 6389 Játékvezetők: Ademir Zurapović (BIH), Matthew Kallio (CAN), Wojciech Liszka (POL) |

| 2023. augusztus 28. 17:00 (UTC+9) | Venezuela                              | 75–81     | Zöld-foki Köztársaság    | Okinava Aréna, Okinava Nézőszám: 5841 Játékvezetők: Ademir Zurapović (BIH), Wojciech Liszka (POL), Ahmed Al-Shuwaili (IRQ) |
| 2023. augusztus 28. 17:00 (UTC+9) | (23–24, 23–9, 20–26, 9–22) Jegyzőkönyv |           |                          | Okinava Aréna, Okinava Nézőszám: 5841 Játékvezetők: Ademir Zurapović (BIH), Wojciech Liszka (POL), Ahmed Al-Shuwaili (IRQ) |
| 2023. augusztus 28. 17:00 (UTC+9) | Cubillán 15                            | Pont      | Betinho 22               | Okinava Aréna, Okinava Nézőszám: 5841 Játékvezetők: Ademir Zurapović (BIH), Wojciech Liszka (POL), Ahmed Al-Shuwaili (IRQ) |
| 2023. augusztus 28. 17:00 (UTC+9) | Sojo 7                                 | Lepattanó | E. Tavares 14            | Okinava Aréna, Okinava Nézőszám: 5841 Játékvezetők: Ademir Zurapović (BIH), Wojciech Liszka (POL), Ahmed Al-Shuwaili (IRQ) |
| 2023. augusztus 28. 17:00 (UTC+9) | Cubillán 4                             | Gólpassz  | E. Tavares, W. Tavares 3 | Okinava Aréna, Okinava Nézőszám: 5841 Játékvezetők: Ademir Zurapović (BIH), Wojciech Liszka (POL), Ahmed Al-Shuwaili (IRQ) |

| 2023. augusztus 28. 20:30 (UTC+9) | Grúzia                                   | 67–88     | Szlovénia | Okinava Aréna, Okinava Nézőszám: 6042 Játékvezetők: Jorge Vázquez (PUR), Omar Bermúdez (MEX), Blanca Burns (USA) |
| 2023. augusztus 28. 20:30 (UTC+9) | (17–16, 16–29, 17–18, 17–25) Jegyzőkönyv |           |           | Okinava Aréna, Okinava Nézőszám: 6042 Játékvezetők: Jorge Vázquez (PUR), Omar Bermúdez (MEX), Blanca Burns (USA) |
| 2023. augusztus 28. 20:30 (UTC+9) | Mamukelashvili 21                        | Pont      | Dončić 34 | Okinava Aréna, Okinava Nézőszám: 6042 Játékvezetők: Jorge Vázquez (PUR), Omar Bermúdez (MEX), Blanca Burns (USA) |
| 2023. augusztus 28. 20:30 (UTC+9) | Mamukelashvili 7                         | Lepattanó | Dončić 10 | Okinava Aréna, Okinava Nézőszám: 6042 Játékvezetők: Jorge Vázquez (PUR), Omar Bermúdez (MEX), Blanca Burns (USA) |
| 2023. augusztus 28. 20:30 (UTC+9) | Tsintsadze 7                             | Gólpassz  | Dončić 6  | Okinava Aréna, Okinava Nézőszám: 6042 Játékvezetők: Jorge Vázquez (PUR), Omar Bermúdez (MEX), Blanca Burns (USA) |

| 2023. augusztus 30. 17:00 (UTC+9) | Grúzia                                  | 70–59     | Venezuela     | Okinava Aréna, Okinava Nézőszám: 5807 Játékvezetők: Matthew Kallio (CAN), Amy Bonner (USA), Wojciech Liszka (POL) |
| 2023. augusztus 30. 17:00 (UTC+9) | (24–19, 18–4, 17–21, 11–15) Jegyzőkönyv |           |               | Okinava Aréna, Okinava Nézőszám: 5807 Játékvezetők: Matthew Kallio (CAN), Amy Bonner (USA), Wojciech Liszka (POL) |
| 2023. augusztus 30. 17:00 (UTC+9) | Shengelia 25                            | Pont      | Colmenares 16 | Okinava Aréna, Okinava Nézőszám: 5807 Játékvezetők: Matthew Kallio (CAN), Amy Bonner (USA), Wojciech Liszka (POL) |
| 2023. augusztus 30. 17:00 (UTC+9) | Bitadze 11                              | Lepattanó | Colmenares 12 | Okinava Aréna, Okinava Nézőszám: 5807 Játékvezetők: Matthew Kallio (CAN), Amy Bonner (USA), Wojciech Liszka (POL) |
| 2023. augusztus 30. 17:00 (UTC+9) | Sanadze, Shengelia 3                    | Gólpassz  | Guillent 7    | Okinava Aréna, Okinava Nézőszám: 5807 Játékvezetők: Matthew Kallio (CAN), Amy Bonner (USA), Wojciech Liszka (POL) |

| 2023. augusztus 30. 20:30 (UTC+9) | Szlovénia                                | 92–77     | Zöld-foki Köztársaság | Okinava Aréna, Okinava Nézőszám: 5145 Játékvezetők: Ademir Zurapović (BIH), Omar Bermúdez (MEX), Waseem Husainy (CAN) |
| 2023. augusztus 30. 20:30 (UTC+9) | (24–21, 21–17, 24–17, 23–22) Jegyzőkönyv |           |                       | Okinava Aréna, Okinava Nézőszám: 5145 Játékvezetők: Ademir Zurapović (BIH), Omar Bermúdez (MEX), Waseem Husainy (CAN) |
| 2023. augusztus 30. 20:30 (UTC+9) | Dončić 19                                | Pont      | Betinho 17            | Okinava Aréna, Okinava Nézőszám: 5145 Játékvezetők: Ademir Zurapović (BIH), Omar Bermúdez (MEX), Waseem Husainy (CAN) |
| 2023. augusztus 30. 20:30 (UTC+9) | Dončić 7                                 | Lepattanó | E. Tavares 10         | Okinava Aréna, Okinava Nézőszám: 5145 Játékvezetők: Ademir Zurapović (BIH), Omar Bermúdez (MEX), Waseem Husainy (CAN) |
| 2023. augusztus 30. 20:30 (UTC+9) | Dončić 9                                 | Gólpassz  | E. Tavares 5          | Okinava Aréna, Okinava Nézőszám: 5145 Játékvezetők: Ademir Zurapović (BIH), Omar Bermúdez (MEX), Waseem Husainy (CAN) |

### G csoport
| Hely. | Csapat           | M | Gy | V | P+  | P–  | Pk  | P | Továbbjutás                      |
| ----- | ---------------- | - | -- | - | --- | --- | --- | - | -------------------------------- |
| 1.    | Spanyolország    | 3 | 3  | 0 | 275 | 207 | +68 | 6 | Továbbjutott a második fordulóba |
| 2.    | Brazília         | 3 | 2  | 1 | 267 | 232 | +35 | 5 | Továbbjutott a második fordulóba |
| 3.    | Elefántcsontpart | 3 | 1  | 2 | 212 | 252 | −40 | 4 | A 17–32. helyért                 |
| 4.    | Irán             | 3 | 0  | 3 | 193 | 256 | −63 | 3 | A 17–32. helyért                 |

| 2023. augusztus 26. 16:45 (UTC+7) | Irán                                     | 59–100    | Brazília              | Indonesia Aréna, Jakarta Nézőszám: 6251 Játékvezetők: Julio Anaya (PAN), Aleksandar Glišić (SRB), Daigo Urushima (JPN) |
| 2023. augusztus 26. 16:45 (UTC+7) | (12–33, 13–24, 21–25, 13–18) Jegyzőkönyv |           |                       | Indonesia Aréna, Jakarta Nézőszám: 6251 Játékvezetők: Julio Anaya (PAN), Aleksandar Glišić (SRB), Daigo Urushima (JPN) |
| 2023. augusztus 26. 16:45 (UTC+7) | Aghajanpour 11                           | Pont      | Caboclo 16            | Indonesia Aréna, Jakarta Nézőszám: 6251 Játékvezetők: Julio Anaya (PAN), Aleksandar Glišić (SRB), Daigo Urushima (JPN) |
| 2023. augusztus 26. 16:45 (UTC+7) | Amini 6                                  | Lepattanó | Caboclo 7             | Indonesia Aréna, Jakarta Nézőszám: 6251 Játékvezetők: Julio Anaya (PAN), Aleksandar Glišić (SRB), Daigo Urushima (JPN) |
| 2023. augusztus 26. 16:45 (UTC+7) | négy játékos 3                           | Gólpassz  | Huertas, Dos Santos 6 | Indonesia Aréna, Jakarta Nézőszám: 6251 Játékvezetők: Julio Anaya (PAN), Aleksandar Glišić (SRB), Daigo Urushima (JPN) |

| 2023. augusztus 26. 20:30 (UTC+7) | Spanyolország                            | 94–64     | Elefántcsontpart | Indonesia Aréna, Jakarta Nézőszám: 8144 Játékvezetők: Juan Fernández (ARG), Andrés Bartel (URU), Yevgeniy Mikheyev (KAZ) |
| 2023. augusztus 26. 20:30 (UTC+7) | (24–17, 29–17, 20–13, 21–17) Jegyzőkönyv |           |                  | Indonesia Aréna, Jakarta Nézőszám: 8144 Játékvezetők: Juan Fernández (ARG), Andrés Bartel (URU), Yevgeniy Mikheyev (KAZ) |
| 2023. augusztus 26. 20:30 (UTC+7) | W. Hernangómez 22                        | Pont      | Koné 11          | Indonesia Aréna, Jakarta Nézőszám: 8144 Játékvezetők: Juan Fernández (ARG), Andrés Bartel (URU), Yevgeniy Mikheyev (KAZ) |
| 2023. augusztus 26. 20:30 (UTC+7) | Garuba 7                                 | Lepattanó | V. Fofana 5      | Indonesia Aréna, Jakarta Nézőszám: 8144 Játékvezetők: Juan Fernández (ARG), Andrés Bartel (URU), Yevgeniy Mikheyev (KAZ) |
| 2023. augusztus 26. 20:30 (UTC+7) | Núñez 8                                  | Gólpassz  | Koné 3           | Indonesia Aréna, Jakarta Nézőszám: 8144 Játékvezetők: Juan Fernández (ARG), Andrés Bartel (URU), Yevgeniy Mikheyev (KAZ) |

| 2023. augusztus 28. 16:45 (UTC+7) | Elefántcsontpart                         | 71–69     | Irán              | Indonesia Aréna, Jakarta Nézőszám: 4558 Játékvezetők: Aleksandar Glišić (SRB), Scott Beker (AUS), Gvidas Gedvilas (LTU) |
| 2023. augusztus 28. 16:45 (UTC+7) | (15–20, 22–15, 17–21, 17–13) Jegyzőkönyv |           |                   | Indonesia Aréna, Jakarta Nézőszám: 4558 Játékvezetők: Aleksandar Glišić (SRB), Scott Beker (AUS), Gvidas Gedvilas (LTU) |
| 2023. augusztus 28. 16:45 (UTC+7) | Zouzoua 17                               | Pont      | Yakhchali 19      | Indonesia Aréna, Jakarta Nézőszám: 4558 Játékvezetők: Aleksandar Glišić (SRB), Scott Beker (AUS), Gvidas Gedvilas (LTU) |
| 2023. augusztus 28. 16:45 (UTC+7) | Bah, Sidibé 5                            | Lepattanó | Haddadi, Kazemi 8 | Indonesia Aréna, Jakarta Nézőszám: 4558 Játékvezetők: Aleksandar Glišić (SRB), Scott Beker (AUS), Gvidas Gedvilas (LTU) |
| 2023. augusztus 28. 16:45 (UTC+7) | három játékos 3                          | Gólpassz  | Amini 4           | Indonesia Aréna, Jakarta Nézőszám: 4558 Játékvezetők: Aleksandar Glišić (SRB), Scott Beker (AUS), Gvidas Gedvilas (LTU) |

| 2023. augusztus 28. 20:30 (UTC+7) | Brazília                                 | 78–96     | Spanyolország | Indonesia Aréna, Jakarta Nézőszám: 7354 Játékvezetők: Roberto Vázquez (PUR), Julio Anaya (PAN), Johnny Batista (PUR) |
| 2023. augusztus 28. 20:30 (UTC+7) | (22–21, 20–29, 17–14, 19–32) Jegyzőkönyv |           |               | Indonesia Aréna, Jakarta Nézőszám: 7354 Játékvezetők: Roberto Vázquez (PUR), Julio Anaya (PAN), Johnny Batista (PUR) |
| 2023. augusztus 28. 20:30 (UTC+7) | Caboclo 15                               | Pont      | Aldama 15     | Indonesia Aréna, Jakarta Nézőszám: 7354 Játékvezetők: Roberto Vázquez (PUR), Julio Anaya (PAN), Johnny Batista (PUR) |
| 2023. augusztus 28. 20:30 (UTC+7) | Caboclo 11                               | Lepattanó | Núñez 7       | Indonesia Aréna, Jakarta Nézőszám: 7354 Játékvezetők: Roberto Vázquez (PUR), Julio Anaya (PAN), Johnny Batista (PUR) |
| 2023. augusztus 28. 20:30 (UTC+7) | De Paula 7                               | Gólpassz  | Núñez 5       | Indonesia Aréna, Jakarta Nézőszám: 7354 Játékvezetők: Roberto Vázquez (PUR), Julio Anaya (PAN), Johnny Batista (PUR) |

| 2023. augusztus 30. 16:45 (UTC+7) | Elefántcsontpart                         | 77–89     | Brazília      | Indonesia Aréna, Jakarta Nézőszám: 6190 Játékvezetők: Roberto Vázquez (PUR), Scott Beker (AUS), Andrés Bartel (URU) |
| 2023. augusztus 30. 16:45 (UTC+7) | (25–23, 21–27, 19–20, 12–19) Jegyzőkönyv |           |               | Indonesia Aréna, Jakarta Nézőszám: 6190 Játékvezetők: Roberto Vázquez (PUR), Scott Beker (AUS), Andrés Bartel (URU) |
| 2023. augusztus 30. 16:45 (UTC+7) | Bah 13                                   | Pont      | Dos Santos 24 | Indonesia Aréna, Jakarta Nézőszám: 6190 Játékvezetők: Roberto Vázquez (PUR), Scott Beker (AUS), Andrés Bartel (URU) |
| 2023. augusztus 30. 16:45 (UTC+7) | Bah 13                                   | Lepattanó | Caboclo 8     | Indonesia Aréna, Jakarta Nézőszám: 6190 Játékvezetők: Roberto Vázquez (PUR), Scott Beker (AUS), Andrés Bartel (URU) |
| 2023. augusztus 30. 16:45 (UTC+7) | Diabate, Koné 3                          | Gólpassz  | Dos Santos 12 | Indonesia Aréna, Jakarta Nézőszám: 6190 Játékvezetők: Roberto Vázquez (PUR), Scott Beker (AUS), Andrés Bartel (URU) |

| 2023. augusztus 30. 20:30 (UTC+7) | Irán                                     | 65–85     | Spanyolország     | Indonesia Aréna, Jakarta Nézőszám: 7320 Játékvezetők: Julio Anaya (PAN), Juan Fernández (ARG), Johnny Batista (PUR) |
| 2023. augusztus 30. 20:30 (UTC+7) | (17–16, 17–27, 18–21, 13–21) Jegyzőkönyv |           |                   | Indonesia Aréna, Jakarta Nézőszám: 7320 Játékvezetők: Julio Anaya (PAN), Juan Fernández (ARG), Johnny Batista (PUR) |
| 2023. augusztus 30. 20:30 (UTC+7) | Amini 19                                 | Pont      | J. Hernangómez 21 | Indonesia Aréna, Jakarta Nézőszám: 7320 Játékvezetők: Julio Anaya (PAN), Juan Fernández (ARG), Johnny Batista (PUR) |
| 2023. augusztus 30. 20:30 (UTC+7) | Girgoorian, Haddadi 5                    | Lepattanó | W. Hernangómez 9  | Indonesia Aréna, Jakarta Nézőszám: 7320 Játékvezetők: Julio Anaya (PAN), Juan Fernández (ARG), Johnny Batista (PUR) |
| 2023. augusztus 30. 20:30 (UTC+7) | Haddadi, Yakhchali 7                     | Gólpassz  | Núñez 6           | Indonesia Aréna, Jakarta Nézőszám: 7320 Játékvezetők: Julio Anaya (PAN), Juan Fernández (ARG), Johnny Batista (PUR) |

### H csoport
| Hely. | Csapat        | M | Gy | V | P+  | P–  | Pk   | P | Továbbjutás                      |
| ----- | ------------- | - | -- | - | --- | --- | ---- | - | -------------------------------- |
| 1.    | Kanada        | 3 | 3  | 0 | 324 | 213 | +111 | 6 | Továbbjutott a második fordulóba |
| 2.    | Lettország    | 3 | 2  | 1 | 272 | 257 | +15  | 5 | Továbbjutott a második fordulóba |
| 3.    | Franciaország | 3 | 1  | 2 | 236 | 262 | −26  | 4 | A 17–32. helyért                 |
| 4.    | Libanon       | 3 | 0  | 3 | 222 | 322 | −100 | 3 | A 17–32. helyért                 |

| 2023. augusztus 25. 16:15 (UTC+7) | Lettország                               | 109–70    | Libanon       | Indonesia Aréna, Jakarta Nézőszám: 5834 Játékvezetők: Julio Anaya (PAN), Scott Beker (AUS), Jenna Reneau (USA) |
| 2023. augusztus 25. 16:15 (UTC+7) | (27–17, 28–13, 27–18, 27–22) Jegyzőkönyv |           |               | Indonesia Aréna, Jakarta Nézőszám: 5834 Játékvezetők: Julio Anaya (PAN), Scott Beker (AUS), Jenna Reneau (USA) |
| 2023. augusztus 25. 16:15 (UTC+7) | Bertāns 20                               | Pont      | El Darwich 19 | Indonesia Aréna, Jakarta Nézőszám: 5834 Játékvezetők: Julio Anaya (PAN), Scott Beker (AUS), Jenna Reneau (USA) |
| 2023. augusztus 25. 16:15 (UTC+7) | Gražulis, Šmits 7                        | Lepattanó | El Darwich 5  | Indonesia Aréna, Jakarta Nézőszám: 5834 Játékvezetők: Julio Anaya (PAN), Scott Beker (AUS), Jenna Reneau (USA) |
| 2023. augusztus 25. 16:15 (UTC+7) | Žagars 9                                 | Gólpassz  | Arakji 8      | Indonesia Aréna, Jakarta Nézőszám: 5834 Játékvezetők: Julio Anaya (PAN), Scott Beker (AUS), Jenna Reneau (USA) |

| 2023. augusztus 25. 20:30 (UTC+7) | Kanada                                  | 95–65     | Franciaország | Indonesia Aréna, Jakarta Nézőszám: 12 091 Játékvezetők: Roberto Vázquez (PUR), Johnny Batista (PUR), Gvidas Gedvilas (LTU) |
| 2023. augusztus 25. 20:30 (UTC+7) | (14–18, 29–22, 25–8, 27–17) Jegyzőkönyv |           |               | Indonesia Aréna, Jakarta Nézőszám: 12 091 Játékvezetők: Roberto Vázquez (PUR), Johnny Batista (PUR), Gvidas Gedvilas (LTU) |
| 2023. augusztus 25. 20:30 (UTC+7) | Gilgeous-Alexander 27                   | Pont      | Fournier 21   | Indonesia Aréna, Jakarta Nézőszám: 12 091 Játékvezetők: Roberto Vázquez (PUR), Johnny Batista (PUR), Gvidas Gedvilas (LTU) |
| 2023. augusztus 25. 20:30 (UTC+7) | Gilgeous-Alexander 13                   | Lepattanó | Gobert 9      | Indonesia Aréna, Jakarta Nézőszám: 12 091 Játékvezetők: Roberto Vázquez (PUR), Johnny Batista (PUR), Gvidas Gedvilas (LTU) |
| 2023. augusztus 25. 20:30 (UTC+7) | Gilgeous-Alexander 6                    | Gólpassz  | Okobo 4       | Indonesia Aréna, Jakarta Nézőszám: 12 091 Játékvezetők: Roberto Vázquez (PUR), Johnny Batista (PUR), Gvidas Gedvilas (LTU) |

| 2023. augusztus 27. 16:45 (UTC+7) | Libanon                                  | 73–128    | Kanada        | Indonesia Aréna, Jakarta Nézőszám: 10 180 Játékvezetők: Roberto Vázquez (PUR), Jenna Reneau (USA), Daigo Urushima (JPN) |
| 2023. augusztus 27. 16:45 (UTC+7) | (13–29, 17–37, 18–34, 25–28) Jegyzőkönyv |           |               | Indonesia Aréna, Jakarta Nézőszám: 10 180 Játékvezetők: Roberto Vázquez (PUR), Jenna Reneau (USA), Daigo Urushima (JPN) |
| 2023. augusztus 27. 16:45 (UTC+7) | Spellman 16                              | Pont      | Barrett 17    | Indonesia Aréna, Jakarta Nézőszám: 10 180 Játékvezetők: Roberto Vázquez (PUR), Jenna Reneau (USA), Daigo Urushima (JPN) |
| 2023. augusztus 27. 16:45 (UTC+7) | három játékos 3                          | Lepattanó | Olynyk 8      | Indonesia Aréna, Jakarta Nézőszám: 10 180 Játékvezetők: Roberto Vázquez (PUR), Jenna Reneau (USA), Daigo Urushima (JPN) |
| 2023. augusztus 27. 16:45 (UTC+7) | Arakji 5                                 | Gólpassz  | Bell-Haynes 8 | Indonesia Aréna, Jakarta Nézőszám: 10 180 Játékvezetők: Roberto Vázquez (PUR), Jenna Reneau (USA), Daigo Urushima (JPN) |

| 2023. augusztus 27. 20:30 (UTC+7) | Franciaország                            | 86–88     | Lettország  | Indonesia Aréna, Jakarta Nézőszám: 9628 Játékvezetők: Julio Anaya (PAN), Juan Fernández (ARG), Andrés Bartel (URU) |
| 2023. augusztus 27. 20:30 (UTC+7) | (33–26, 20–23, 21–13, 12–26) Jegyzőkönyv |           |             | Indonesia Aréna, Jakarta Nézőszám: 9628 Játékvezetők: Julio Anaya (PAN), Juan Fernández (ARG), Andrés Bartel (URU) |
| 2023. augusztus 27. 20:30 (UTC+7) | Fournier 27                              | Pont      | Žagars 22   | Indonesia Aréna, Jakarta Nézőszám: 9628 Játékvezetők: Julio Anaya (PAN), Juan Fernández (ARG), Andrés Bartel (URU) |
| 2023. augusztus 27. 20:30 (UTC+7) | Gobert 7                                 | Lepattanó | R. Kurucs 5 | Indonesia Aréna, Jakarta Nézőszám: 9628 Játékvezetők: Julio Anaya (PAN), Juan Fernández (ARG), Andrés Bartel (URU) |
| 2023. augusztus 27. 20:30 (UTC+7) | De Colo 8                                | Gólpassz  | Žagars 5    | Indonesia Aréna, Jakarta Nézőszám: 9628 Játékvezetők: Julio Anaya (PAN), Juan Fernández (ARG), Andrés Bartel (URU) |

| 2023. augusztus 29. 16:45 (UTC+7) | Libanon                                  | 79–85     | Franciaország | Indonesia Aréna, Jakarta Nézőszám: 6549 Játékvezetők: Aleksandar Glišić (SRB), Yevgeniy Mikheyev (KAZ), Daigo Urushima (JPN) |
| 2023. augusztus 29. 16:45 (UTC+7) | (20–19, 17–19, 22–20, 20–27) Jegyzőkönyv |           |               | Indonesia Aréna, Jakarta Nézőszám: 6549 Játékvezetők: Aleksandar Glišić (SRB), Yevgeniy Mikheyev (KAZ), Daigo Urushima (JPN) |
| 2023. augusztus 29. 16:45 (UTC+7) | Arakji 29                                | Pont      | Fournier 17   | Indonesia Aréna, Jakarta Nézőszám: 6549 Játékvezetők: Aleksandar Glišić (SRB), Yevgeniy Mikheyev (KAZ), Daigo Urushima (JPN) |
| 2023. augusztus 29. 16:45 (UTC+7) | Haidar, Zeinoun 6                        | Lepattanó | Cordinier 5   | Indonesia Aréna, Jakarta Nézőszám: 6549 Játékvezetők: Aleksandar Glišić (SRB), Yevgeniy Mikheyev (KAZ), Daigo Urushima (JPN) |
| 2023. augusztus 29. 16:45 (UTC+7) | Arakji, El Darwich 4                     | Gólpassz  | Okobo 5       | Indonesia Aréna, Jakarta Nézőszám: 6549 Játékvezetők: Aleksandar Glišić (SRB), Yevgeniy Mikheyev (KAZ), Daigo Urushima (JPN) |

| 2023. augusztus 29. 20:30 (UTC+7) | Kanada                                   | 101–75    | Lettország  | Indonesia Aréna, Jakarta Nézőszám: 11 186 Játékvezetők: Juan Fernández (ARG), Jenna Reneau (USA), Johnny Batista (PUR) |
| 2023. augusztus 29. 20:30 (UTC+7) | (13–23, 30–19, 24–15, 34–18) Jegyzőkönyv |           |             | Indonesia Aréna, Jakarta Nézőszám: 11 186 Játékvezetők: Juan Fernández (ARG), Jenna Reneau (USA), Johnny Batista (PUR) |
| 2023. augusztus 29. 20:30 (UTC+7) | Gilgeous-Alexander 27                    | Pont      | Gražulis 16 | Indonesia Aréna, Jakarta Nézőszám: 11 186 Játékvezetők: Juan Fernández (ARG), Jenna Reneau (USA), Johnny Batista (PUR) |
| 2023. augusztus 29. 20:30 (UTC+7) | Ejim 7                                   | Lepattanó | Kurucs 10   | Indonesia Aréna, Jakarta Nézőszám: 11 186 Játékvezetők: Juan Fernández (ARG), Jenna Reneau (USA), Johnny Batista (PUR) |
| 2023. augusztus 29. 20:30 (UTC+7) | Gilgeous-Alexander 6                     | Gólpassz  | Šķēle 6     | Indonesia Aréna, Jakarta Nézőszám: 11 186 Játékvezetők: Juan Fernández (ARG), Jenna Reneau (USA), Johnny Batista (PUR) |

## Második forduló

### I csoport
| Hely. | Csapat                | M | Gy | V | P+  | P–  | Pk   | P | Továbbjutás                  |
| ----- | --------------------- | - | -- | - | --- | --- | ---- | - | ---------------------------- |
| 1.    | Olaszország           | 5 | 4  | 1 | 404 | 370 | +34  | 9 | Továbbjutott a negyeddöntőbe |
| 2.    | Szerbia               | 5 | 4  | 1 | 502 | 380 | +122 | 9 | Továbbjutott a negyeddöntőbe |
| 3.    | Puerto Rico           | 5 | 3  | 2 | 444 | 449 | −5   | 8 |                              |
| 4.    | Dominikai Köztársaság | 5 | 3  | 2 | 425 | 444 | −19  | 8 |                              |

1. 1 2  Szerbia 76–78 Olaszország
2. 1 2  Dominikai Köztársaság 97–102 Puerto Rico

| 2023. szeptember 1. 16:00 (UTC+8) | Szerbia                                  | 76–78     | Olaszország   | Araneta Coliseum, Quezon City Nézőszám: 3117 Játékvezetők: Antonio Conde (ESP), Luis Castillo (ESP), Martin Vulić (CRO) |
| 2023. szeptember 1. 16:00 (UTC+8) | (19–23, 23–17, 20–19, 14–19) Jegyzőkönyv |           |               | Araneta Coliseum, Quezon City Nézőszám: 3117 Játékvezetők: Antonio Conde (ESP), Luis Castillo (ESP), Martin Vulić (CRO) |
| 2023. szeptember 1. 16:00 (UTC+8) | Bogdanović 18                            | Pont      | Fontecchio 30 | Araneta Coliseum, Quezon City Nézőszám: 3117 Játékvezetők: Antonio Conde (ESP), Luis Castillo (ESP), Martin Vulić (CRO) |
| 2023. szeptember 1. 16:00 (UTC+8) | Milutinov 12                             | Lepattanó | Fontecchio 7  | Araneta Coliseum, Quezon City Nézőszám: 3117 Játékvezetők: Antonio Conde (ESP), Luis Castillo (ESP), Martin Vulić (CRO) |
| 2023. szeptember 1. 16:00 (UTC+8) | Bogdanović 4                             | Gólpassz  | Pajola 6      | Araneta Coliseum, Quezon City Nézőszám: 3117 Játékvezetők: Antonio Conde (ESP), Luis Castillo (ESP), Martin Vulić (CRO) |

| 2023. szeptember 1. 20:00 (UTC+8) | Dominikai Köztársaság                    | 97–102    | Puerto Rico     | Araneta Coliseum, Quezon City Nézőszám: 3465 Játékvezetők: Guilherme Locatelli (BRA), Rabah Noujaim (LBN), Carlos Peralta (ECU) |
| 2023. szeptember 1. 20:00 (UTC+8) | (12–17, 33–28, 29–24, 23–33) Jegyzőkönyv |           |                 | Araneta Coliseum, Quezon City Nézőszám: 3465 Játékvezetők: Guilherme Locatelli (BRA), Rabah Noujaim (LBN), Carlos Peralta (ECU) |
| 2023. szeptember 1. 20:00 (UTC+8) | Towns 39                                 | Pont      | Waters 37       | Araneta Coliseum, Quezon City Nézőszám: 3465 Játékvezetők: Guilherme Locatelli (BRA), Rabah Noujaim (LBN), Carlos Peralta (ECU) |
| 2023. szeptember 1. 20:00 (UTC+8) | Towns 10                                 | Lepattanó | három játékos 7 | Araneta Coliseum, Quezon City Nézőszám: 3465 Játékvezetők: Guilherme Locatelli (BRA), Rabah Noujaim (LBN), Carlos Peralta (ECU) |
| 2023. szeptember 1. 20:00 (UTC+8) | Feliz 8                                  | Gólpassz  | Waters 11       | Araneta Coliseum, Quezon City Nézőszám: 3465 Játékvezetők: Guilherme Locatelli (BRA), Rabah Noujaim (LBN), Carlos Peralta (ECU) |

| 2023. szeptember 3. 16:00 (UTC+8) | Olaszország                              | 73–57     | Puerto Rico | Araneta Coliseum, Quezon City Nézőszám: 4379 Játékvezetők: Guilherme Locatelli (BRA), Mārtiņš Kozlovskis (LAT), Martin Vulić (CRO) |
| 2023. szeptember 3. 16:00 (UTC+8) | (25–15, 14–21, 12–11, 22–10) Jegyzőkönyv |           |             | Araneta Coliseum, Quezon City Nézőszám: 4379 Játékvezetők: Guilherme Locatelli (BRA), Mārtiņš Kozlovskis (LAT), Martin Vulić (CRO) |
| 2023. szeptember 3. 16:00 (UTC+8) | Ricci, Tonut 15                          | Pont      | Waters 13   | Araneta Coliseum, Quezon City Nézőszám: 4379 Játékvezetők: Guilherme Locatelli (BRA), Mārtiņš Kozlovskis (LAT), Martin Vulić (CRO) |
| 2023. szeptember 3. 16:00 (UTC+8) | Fontecchio, Melli 12                     | Lepattanó | Piñeiro 7   | Araneta Coliseum, Quezon City Nézőszám: 4379 Játékvezetők: Guilherme Locatelli (BRA), Mārtiņš Kozlovskis (LAT), Martin Vulić (CRO) |
| 2023. szeptember 3. 16:00 (UTC+8) | Pajola 9                                 | Gólpassz  | Waters 9    | Araneta Coliseum, Quezon City Nézőszám: 4379 Játékvezetők: Guilherme Locatelli (BRA), Mārtiņš Kozlovskis (LAT), Martin Vulić (CRO) |

| 2023. szeptember 3. 20:00 (UTC+8) | Dominikai Köztársaság                    | 79–112    | Szerbia       | Araneta Coliseum, Quezon City Nézőszám: 6616 Játékvezetők: Yohan Rosso (FRA), Luis Castillo (ESP), Gatis Saliņš (LAT) |
| 2023. szeptember 3. 20:00 (UTC+8) | (15–29, 20–27, 18–31, 26–25) Jegyzőkönyv |           |               | Araneta Coliseum, Quezon City Nézőszám: 6616 Játékvezetők: Yohan Rosso (FRA), Luis Castillo (ESP), Gatis Saliņš (LAT) |
| 2023. szeptember 3. 20:00 (UTC+8) | Towns 25                                 | Pont      | Bogdanović 20 | Araneta Coliseum, Quezon City Nézőszám: 6616 Játékvezetők: Yohan Rosso (FRA), Luis Castillo (ESP), Gatis Saliņš (LAT) |
| 2023. szeptember 3. 20:00 (UTC+8) | Towns 7                                  | Lepattanó | S. Jović 6    | Araneta Coliseum, Quezon City Nézőszám: 6616 Játékvezetők: Yohan Rosso (FRA), Luis Castillo (ESP), Gatis Saliņš (LAT) |
| 2023. szeptember 3. 20:00 (UTC+8) | Montero 4                                | Gólpassz  | S. Jović 7    | Araneta Coliseum, Quezon City Nézőszám: 6616 Játékvezetők: Yohan Rosso (FRA), Luis Castillo (ESP), Gatis Saliņš (LAT) |

### J csoport
| Hely. | Csapat           | M | Gy | V | P+  | P–  | Pk   | P  | Továbbjutás                  |
| ----- | ---------------- | - | -- | - | --- | --- | ---- | -- | ---------------------------- |
| 1.    | Litvánia         | 5 | 5  | 0 | 482 | 375 | +107 | 10 | Továbbjutott a negyeddöntőbe |
| 2.    | Egyesült Államok | 5 | 4  | 1 | 507 | 398 | +109 | 9  | Továbbjutott a negyeddöntőbe |
| 3.    | Montenegró       | 5 | 3  | 2 | 397 | 390 | +7   | 8  |                              |
| 4.    | Görögország      | 5 | 2  | 3 | 392 | 419 | −27  | 7  |                              |

| 2023. szeptember 1. 16:40 (UTC+8) | Egyesült Államok                         | 85–73     | Montenegró | Mall of Asia Arena, Pasay Nézőszám: 7699 Játékvezetők: Yohan Rosso (FRA), Boris Krejič (SLO), Gatis Saliņš (LAT) |
| 2023. szeptember 1. 16:40 (UTC+8) | (19–18, 18–20, 24–17, 24–18) Jegyzőkönyv |           |            | Mall of Asia Arena, Pasay Nézőszám: 7699 Játékvezetők: Yohan Rosso (FRA), Boris Krejič (SLO), Gatis Saliņš (LAT) |
| 2023. szeptember 1. 16:40 (UTC+8) | Edwards 17                               | Pont      | Vučević 18 | Mall of Asia Arena, Pasay Nézőszám: 7699 Játékvezetők: Yohan Rosso (FRA), Boris Krejič (SLO), Gatis Saliņš (LAT) |
| 2023. szeptember 1. 16:40 (UTC+8) | Ingram 5                                 | Lepattanó | Vučević 16 | Mall of Asia Arena, Pasay Nézőszám: 7699 Játékvezetők: Yohan Rosso (FRA), Boris Krejič (SLO), Gatis Saliņš (LAT) |
| 2023. szeptember 1. 16:40 (UTC+8) | Haliburton 6                             | Gólpassz  | Perry 6    | Mall of Asia Arena, Pasay Nézőszám: 7699 Játékvezetők: Yohan Rosso (FRA), Boris Krejič (SLO), Gatis Saliņš (LAT) |

| 2023. szeptember 1. 20:40 (UTC+8) | Litvánia                                | 92–67     | Görögország | Mall of Asia Arena, Pasay Nézőszám: 5986 Játékvezetők: Manuel Mazzoni (ITA), Mārtiņš Kozlovskis (LAT), Kerem Baki (TUR) |
| 2023. szeptember 1. 20:40 (UTC+8) | (20–20, 19–23, 25–15, 28–9) Jegyzőkönyv |           |             | Mall of Asia Arena, Pasay Nézőszám: 5986 Játékvezetők: Manuel Mazzoni (ITA), Mārtiņš Kozlovskis (LAT), Kerem Baki (TUR) |
| 2023. szeptember 1. 20:40 (UTC+8) | Jokubaitis 19                           | Pont      | Walkup 21   | Mall of Asia Arena, Pasay Nézőszám: 5986 Játékvezetők: Manuel Mazzoni (ITA), Mārtiņš Kozlovskis (LAT), Kerem Baki (TUR) |
| 2023. szeptember 1. 20:40 (UTC+8) | Valančiūnas 9                           | Lepattanó | Walkup 8    | Mall of Asia Arena, Pasay Nézőszám: 5986 Játékvezetők: Manuel Mazzoni (ITA), Mārtiņš Kozlovskis (LAT), Kerem Baki (TUR) |
| 2023. szeptember 1. 20:40 (UTC+8) | Jokubaitis 6                            | Gólpassz  | Walkup 7    | Mall of Asia Arena, Pasay Nézőszám: 5986 Játékvezetők: Manuel Mazzoni (ITA), Mārtiņš Kozlovskis (LAT), Kerem Baki (TUR) |

| 2023. szeptember 3. 16:40 (UTC+8) | Görögország                              | 69–73     | Montenegró  | Mall of Asia Arena, Pasay Nézőszám: 6193 Játékvezetők: Daniel García (VEN), Kristian Paez (ECU), Praksch Péter (HUN) |
| 2023. szeptember 3. 16:40 (UTC+8) | (14–19, 16–17, 12–14, 27–23) Jegyzőkönyv |           |             | Mall of Asia Arena, Pasay Nézőszám: 6193 Játékvezetők: Daniel García (VEN), Kristian Paez (ECU), Praksch Péter (HUN) |
| 2023. szeptember 3. 16:40 (UTC+8) | Papapetrou 16                            | Pont      | Vučević 19  | Mall of Asia Arena, Pasay Nézőszám: 6193 Játékvezetők: Daniel García (VEN), Kristian Paez (ECU), Praksch Péter (HUN) |
| 2023. szeptember 3. 16:40 (UTC+8) | Bochoridis 6                             | Lepattanó | Dubljević 9 | Mall of Asia Arena, Pasay Nézőszám: 6193 Játékvezetők: Daniel García (VEN), Kristian Paez (ECU), Praksch Péter (HUN) |
| 2023. szeptember 3. 16:40 (UTC+8) | Walkup 6                                 | Gólpassz  | Dubljević 9 | Mall of Asia Arena, Pasay Nézőszám: 6193 Játékvezetők: Daniel García (VEN), Kristian Paez (ECU), Praksch Péter (HUN) |

| 2023. szeptember 3. 20:40 (UTC+8) | Egyesült Államok                         | 104–110   | Litvánia        | Mall of Asia Arena, Pasay Nézőszám: 11 349 Játékvezetők: Antonio Conde (ESP), Takaki Kato (JPN), Boris Krejič (SLO) |
| 2023. szeptember 3. 20:40 (UTC+8) | (12–31, 25–23, 28–17, 39–39) Jegyzőkönyv |           |                 | Mall of Asia Arena, Pasay Nézőszám: 11 349 Játékvezetők: Antonio Conde (ESP), Takaki Kato (JPN), Boris Krejič (SLO) |
| 2023. szeptember 3. 20:40 (UTC+8) | Edwards 35                               | Pont      | Kariniauskas 15 | Mall of Asia Arena, Pasay Nézőszám: 11 349 Játékvezetők: Antonio Conde (ESP), Takaki Kato (JPN), Boris Krejič (SLO) |
| 2023. szeptember 3. 20:40 (UTC+8) | Portis 5                                 | Lepattanó | Sedekerskis 11  | Mall of Asia Arena, Pasay Nézőszám: 11 349 Játékvezetők: Antonio Conde (ESP), Takaki Kato (JPN), Boris Krejič (SLO) |
| 2023. szeptember 3. 20:40 (UTC+8) | Brunson, Haliburton 7                    | Gólpassz  | Jokubaitis 6    | Mall of Asia Arena, Pasay Nézőszám: 11 349 Játékvezetők: Antonio Conde (ESP), Takaki Kato (JPN), Boris Krejič (SLO) |

### K csoport
| Hely. | Csapat      | M | Gy | V | P+  | P–  | Pk   | P  | Továbbjutás                  |
| ----- | ----------- | - | -- | - | --- | --- | ---- | -- | ---------------------------- |
| 1.    | Németország | 5 | 5  | 0 | 467 | 364 | +103 | 10 | Továbbjutott a negyeddöntőbe |
| 2.    | Szlovénia   | 5 | 4  | 1 | 442 | 409 | +33  | 9  | Továbbjutott a negyeddöntőbe |
| 3.    | Ausztrália  | 5 | 3  | 2 | 469 | 421 | +48  | 8  |                              |
| 4.    | Grúzia      | 5 | 2  | 3 | 379 | 407 | −28  | 7  |                              |

| 2023. szeptember 1. 17:30 (UTC+9) | Németország                              | 100–73    | Grúzia            | Okinava Aréna, Okinava Nézőszám: 5852 Játékvezetők: Ademir Zurapović (BIH), Omar Bermúdez (MEX), Martin Horozov (BUL) |
| 2023. szeptember 1. 17:30 (UTC+9) | (22–16, 21–25, 27–16, 30–16) Jegyzőkönyv |           |                   | Okinava Aréna, Okinava Nézőszám: 5852 Játékvezetők: Ademir Zurapović (BIH), Omar Bermúdez (MEX), Martin Horozov (BUL) |
| 2023. szeptember 1. 17:30 (UTC+9) | Lô 18                                    | Pont      | Mamukelashvili 19 | Okinava Aréna, Okinava Nézőszám: 5852 Játékvezetők: Ademir Zurapović (BIH), Omar Bermúdez (MEX), Martin Horozov (BUL) |
| 2023. szeptember 1. 17:30 (UTC+9) | M. Wagner 6                              | Lepattanó | Bitadze 6         | Okinava Aréna, Okinava Nézőszám: 5852 Játékvezetők: Ademir Zurapović (BIH), Omar Bermúdez (MEX), Martin Horozov (BUL) |
| 2023. szeptember 1. 17:30 (UTC+9) | Schröder 7                               | Gólpassz  | McFadden 7        | Okinava Aréna, Okinava Nézőszám: 5852 Játékvezetők: Ademir Zurapović (BIH), Omar Bermúdez (MEX), Martin Horozov (BUL) |

| 2023. szeptember 1. 21:10 (UTC+9) | Szlovénia                                | 91–80     | Ausztrália      | Okinava Aréna, Okinava Nézőszám: 6307 Játékvezetők: Matthew Kallio (CAN), Jorge Vázquez (PUR), Blanca Burns (USA) |
| 2023. szeptember 1. 21:10 (UTC+9) | (28–18, 21–22, 17–22, 25–18) Jegyzőkönyv |           |                 | Okinava Aréna, Okinava Nézőszám: 6307 Játékvezetők: Matthew Kallio (CAN), Jorge Vázquez (PUR), Blanca Burns (USA) |
| 2023. szeptember 1. 21:10 (UTC+9) | Dončić 20                                | Pont      | Giddey 25       | Okinava Aréna, Okinava Nézőszám: 6307 Játékvezetők: Matthew Kallio (CAN), Jorge Vázquez (PUR), Blanca Burns (USA) |
| 2023. szeptember 1. 21:10 (UTC+9) | Tobey 12                                 | Lepattanó | Giddey, Mills 8 | Okinava Aréna, Okinava Nézőszám: 6307 Játékvezetők: Matthew Kallio (CAN), Jorge Vázquez (PUR), Blanca Burns (USA) |
| 2023. szeptember 1. 21:10 (UTC+9) | Dončić 6                                 | Gólpassz  | Giddey 4        | Okinava Aréna, Okinava Nézőszám: 6307 Játékvezetők: Matthew Kallio (CAN), Jorge Vázquez (PUR), Blanca Burns (USA) |

| 2023. szeptember 3. 16:30 (UTC+9) | Ausztrália                               | 100–84    | Grúzia           | Okinava Aréna, Okinava Nézőszám: 6126 Játékvezetők: Matthew Kallio (CAN), Blanca Burns (USA), Wojciech Liszka (POL) |
| 2023. szeptember 3. 16:30 (UTC+9) | (23–17, 31–20, 25–30, 21–17) Jegyzőkönyv |           |                  | Okinava Aréna, Okinava Nézőszám: 6126 Játékvezetők: Matthew Kallio (CAN), Blanca Burns (USA), Wojciech Liszka (POL) |
| 2023. szeptember 3. 16:30 (UTC+9) | Mills 19                                 | Pont      | Bitadze 20       | Okinava Aréna, Okinava Nézőszám: 6126 Játékvezetők: Matthew Kallio (CAN), Blanca Burns (USA), Wojciech Liszka (POL) |
| 2023. szeptember 3. 16:30 (UTC+9) | Kay 9                                    | Lepattanó | Mamukelashvili 9 | Okinava Aréna, Okinava Nézőszám: 6126 Játékvezetők: Matthew Kallio (CAN), Blanca Burns (USA), Wojciech Liszka (POL) |
| 2023. szeptember 3. 16:30 (UTC+9) | Ingles 6                                 | Gólpassz  | McFadden 9       | Okinava Aréna, Okinava Nézőszám: 6126 Játékvezetők: Matthew Kallio (CAN), Blanca Burns (USA), Wojciech Liszka (POL) |

| 2023. szeptember 3. 20:10 (UTC+9) | Németország                             | 100–71    | Szlovénia | Okinava Aréna, Okinava Nézőszám: 6634 Játékvezetők: Ademir Zurapović (BIH), Jorge Vázquez (PUR), Omar Bermúdez (MEX) |
| 2023. szeptember 3. 20:10 (UTC+9) | (11–25, 27–9, 30–18, 32–19) Jegyzőkönyv |           |           | Okinava Aréna, Okinava Nézőszám: 6634 Játékvezetők: Ademir Zurapović (BIH), Jorge Vázquez (PUR), Omar Bermúdez (MEX) |
| 2023. szeptember 3. 20:10 (UTC+9) | Schröder 24                             | Pont      | Dončić 23 | Okinava Aréna, Okinava Nézőszám: 6634 Játékvezetők: Ademir Zurapović (BIH), Jorge Vázquez (PUR), Omar Bermúdez (MEX) |
| 2023. szeptember 3. 20:10 (UTC+9) | M. Wagner 8                             | Lepattanó | Dončić 6  | Okinava Aréna, Okinava Nézőszám: 6634 Játékvezetők: Ademir Zurapović (BIH), Jorge Vázquez (PUR), Omar Bermúdez (MEX) |
| 2023. szeptember 3. 20:10 (UTC+9) | Schröder 10                             | Gólpassz  | Dončić 6  | Okinava Aréna, Okinava Nézőszám: 6634 Játékvezetők: Ademir Zurapović (BIH), Jorge Vázquez (PUR), Omar Bermúdez (MEX) |

### L csoport
| Hely. | Csapat        | M | Gy | V | P+  | P–  | Pk   | P | Továbbjutás                  |
| ----- | ------------- | - | -- | - | --- | --- | ---- | - | ---------------------------- |
| 1.    | Kanada        | 5 | 4  | 1 | 477 | 367 | +110 | 9 | Továbbjutott a negyeddöntőbe |
| 2.    | Lettország    | 5 | 4  | 1 | 450 | 410 | +40  | 9 | Továbbjutott a negyeddöntőbe |
| 3.    | Spanyolország | 5 | 3  | 2 | 429 | 369 | +60  | 8 |                              |
| 4.    | Brazília      | 5 | 3  | 2 | 420 | 401 | +19  | 8 |                              |

1. 1 2  Kanada 101–75 Lettország
2. 1 2  Brazília 78–96 Spanyolország

| 2023. szeptember 1. 16:45 (UTC+7) | Spanyolország                            | 69–74     | Lettország      | Indonesia Aréna, Jakarta Nézőszám: 7117 Játékvezetők: Roberto Vázquez (PUR), Aleksandar Glišić (SRB), Juan Fernández (ARG) |
| 2023. szeptember 1. 16:45 (UTC+7) | (16–17, 16–12, 26–18, 11–27) Jegyzőkönyv |           |                 | Indonesia Aréna, Jakarta Nézőszám: 7117 Játékvezetők: Roberto Vázquez (PUR), Aleksandar Glišić (SRB), Juan Fernández (ARG) |
| 2023. szeptember 1. 16:45 (UTC+7) | W. Hernangómez 14                        | Pont      | Dāv. Bertāns 16 | Indonesia Aréna, Jakarta Nézőszám: 7117 Játékvezetők: Roberto Vázquez (PUR), Aleksandar Glišić (SRB), Juan Fernández (ARG) |
| 2023. szeptember 1. 16:45 (UTC+7) | Claver, J. Hernangómez 5                 | Lepattanó | R. Kurucs 8     | Indonesia Aréna, Jakarta Nézőszám: 7117 Játékvezetők: Roberto Vázquez (PUR), Aleksandar Glišić (SRB), Juan Fernández (ARG) |
| 2023. szeptember 1. 16:45 (UTC+7) | Llull 7                                  | Gólpassz  | Žagars 5        | Indonesia Aréna, Jakarta Nézőszám: 7117 Játékvezetők: Roberto Vázquez (PUR), Aleksandar Glišić (SRB), Juan Fernández (ARG) |

| 2023. szeptember 1. 20:30 (UTC+7) | Kanada                                   | 65–69     | Brazília      | Indonesia Aréna, Jakarta Nézőszám: 8934 Játékvezetők: Julio Anaya (PAN), Jenna Reneau (USA), Johnny Batista (PUR) |
| 2023. szeptember 1. 20:30 (UTC+7) | (13–16, 24–11, 15–18, 13–24) Jegyzőkönyv |           |               | Indonesia Aréna, Jakarta Nézőszám: 8934 Játékvezetők: Julio Anaya (PAN), Jenna Reneau (USA), Johnny Batista (PUR) |
| 2023. szeptember 1. 20:30 (UTC+7) | Gilgeous-Alexander 23                    | Pont      | Caboclo 19    | Indonesia Aréna, Jakarta Nézőszám: 8934 Játékvezetők: Julio Anaya (PAN), Jenna Reneau (USA), Johnny Batista (PUR) |
| 2023. szeptember 1. 20:30 (UTC+7) | Olynyk 7                                 | Lepattanó | Caboclo 13    | Indonesia Aréna, Jakarta Nézőszám: 8934 Játékvezetők: Julio Anaya (PAN), Jenna Reneau (USA), Johnny Batista (PUR) |
| 2023. szeptember 1. 20:30 (UTC+7) | Alexander-Walker 3                       | Gólpassz  | Dos Santos 10 | Indonesia Aréna, Jakarta Nézőszám: 8934 Játékvezetők: Julio Anaya (PAN), Jenna Reneau (USA), Johnny Batista (PUR) |

| 2023. szeptember 3. 16:45 (UTC+7) | Brazília                                 | 84–104    | Lettország  | Indonesia Aréna, Jakarta Nézőszám: 10 412 Játékvezetők: Roberto Vázquez (PUR), Aleksandar Glišić (SRB), Johnny Batista (PUR) |
| 2023. szeptember 3. 16:45 (UTC+7) | (20–22, 22–23, 21–36, 21–23) Jegyzőkönyv |           |             | Indonesia Aréna, Jakarta Nézőszám: 10 412 Játékvezetők: Roberto Vázquez (PUR), Aleksandar Glišić (SRB), Johnny Batista (PUR) |
| 2023. szeptember 3. 16:45 (UTC+7) | Caboclo 20                               | Pont      | Gražulis 24 | Indonesia Aréna, Jakarta Nézőszám: 10 412 Játékvezetők: Roberto Vázquez (PUR), Aleksandar Glišić (SRB), Johnny Batista (PUR) |
| 2023. szeptember 3. 16:45 (UTC+7) | Caboclo, Dias 7                          | Lepattanó | R. Kurucs 5 | Indonesia Aréna, Jakarta Nézőszám: 10 412 Játékvezetők: Roberto Vázquez (PUR), Aleksandar Glišić (SRB), Johnny Batista (PUR) |
| 2023. szeptember 3. 16:45 (UTC+7) | Huertas 9                                | Gólpassz  | Zoriks 6    | Indonesia Aréna, Jakarta Nézőszám: 10 412 Játékvezetők: Roberto Vázquez (PUR), Aleksandar Glišić (SRB), Johnny Batista (PUR) |

| 2023. szeptember 3. 20:30 (UTC+7) | Spanyolország                            | 85–88     | Kanada                | Indonesia Aréna, Jakarta Nézőszám: 12 493 Játékvezetők: Julio Anaya (PAN), Juan Fernández (ARG), Jenna Reneau (USA) |
| 2023. szeptember 3. 20:30 (UTC+7) | (21–21, 27–17, 25–23, 12–27) Jegyzőkönyv |           |                       | Indonesia Aréna, Jakarta Nézőszám: 12 493 Játékvezetők: Julio Anaya (PAN), Juan Fernández (ARG), Jenna Reneau (USA) |
| 2023. szeptember 3. 20:30 (UTC+7) | W. Hernangómez 25                        | Pont      | Gilgeous-Alexander 30 | Indonesia Aréna, Jakarta Nézőszám: 12 493 Játékvezetők: Julio Anaya (PAN), Juan Fernández (ARG), Jenna Reneau (USA) |
| 2023. szeptember 3. 20:30 (UTC+7) | W. Hernangómez 6                         | Lepattanó | három játékos 5       | Indonesia Aréna, Jakarta Nézőszám: 12 493 Játékvezetők: Julio Anaya (PAN), Juan Fernández (ARG), Jenna Reneau (USA) |
| 2023. szeptember 3. 20:30 (UTC+7) | Fernández, Núñez 7                       | Gólpassz  | Gilgeous-Alexander 7  | Indonesia Aréna, Jakarta Nézőszám: 12 493 Játékvezetők: Julio Anaya (PAN), Juan Fernández (ARG), Jenna Reneau (USA) |

## A 17–32. helyért

### M csoport
| Hely. | Csapat             | M | Gy | V | P+  | P–  | Pk  | P |
| ----- | ------------------ | - | -- | - | --- | --- | --- | - |
| 1.    | Dél-Szudán         | 5 | 3  | 2 | 456 | 431 | +25 | 8 |
| 2.    | Fülöp-szigetek (R) | 5 | 1  | 4 | 398 | 419 | −21 | 6 |
| 3.    | Angola             | 5 | 1  | 4 | 368 | 410 | −42 | 6 |
| 4.    | Kína               | 5 | 1  | 4 | 379 | 473 | −94 | 6 |

1. 1 2 3  Fülöp-szigetek 3 pont, +11 Pk; Angola 3 pont, +3 Pk; Kína 3 pont, −14 Pk

| 2023. augusztus 31. 16:00 (UTC+8) | Angola                                   | 76–83     | Kína      | Araneta Coliseum, Quezon City Nézőszám: 3179 Játékvezetők: Yohan Rosso (FRA), Mārtiņš Kozlovskis (LAT), Martin Vulić (CRO) |
| 2023. augusztus 31. 16:00 (UTC+8) | (27–24, 18–21, 14–24, 17–14) Jegyzőkönyv |           |           | Araneta Coliseum, Quezon City Nézőszám: 3179 Játékvezetők: Yohan Rosso (FRA), Mārtiņš Kozlovskis (LAT), Martin Vulić (CRO) |
| 2023. augusztus 31. 16:00 (UTC+8) | Dundão 17                                | Pont      | Hu 20     | Araneta Coliseum, Quezon City Nézőszám: 3179 Játékvezetők: Yohan Rosso (FRA), Mārtiņš Kozlovskis (LAT), Martin Vulić (CRO) |
| 2023. augusztus 31. 16:00 (UTC+8) | De Sousa 9                               | Lepattanó | Li 7      | Araneta Coliseum, Quezon City Nézőszám: 3179 Játékvezetők: Yohan Rosso (FRA), Mārtiņš Kozlovskis (LAT), Martin Vulić (CRO) |
| 2023. augusztus 31. 16:00 (UTC+8) | Dundão 8                                 | Gólpassz  | Zhao R. 6 | Araneta Coliseum, Quezon City Nézőszám: 3179 Játékvezetők: Yohan Rosso (FRA), Mārtiņš Kozlovskis (LAT), Martin Vulić (CRO) |

| 2023. augusztus 31. 20:00 (UTC+8) | Dél-Szudán                              | 87–68     | Fülöp-szigetek | Araneta Coliseum, Quezon City Nézőszám: 9250 Játékvezetők: Guilherme Locatelli (BRA), Gatis Saliņš (LAT), Georgios Poursanidis (GRE) |
| 2023. augusztus 31. 20:00 (UTC+8) | (34–17, 17–16, 9–17, 27–18) Jegyzőkönyv |           |                | Araneta Coliseum, Quezon City Nézőszám: 9250 Játékvezetők: Guilherme Locatelli (BRA), Gatis Saliņš (LAT), Georgios Poursanidis (GRE) |
| 2023. augusztus 31. 20:00 (UTC+8) | Jones 17                                | Pont      | Clarkson 24    | Araneta Coliseum, Quezon City Nézőszám: 9250 Játékvezetők: Guilherme Locatelli (BRA), Gatis Saliņš (LAT), Georgios Poursanidis (GRE) |
| 2023. augusztus 31. 20:00 (UTC+8) | Gabriel 11                              | Lepattanó | Edu 14         | Araneta Coliseum, Quezon City Nézőszám: 9250 Játékvezetők: Guilherme Locatelli (BRA), Gatis Saliņš (LAT), Georgios Poursanidis (GRE) |
| 2023. augusztus 31. 20:00 (UTC+8) | Jones 14                                | Gólpassz  | Ravena 5       | Araneta Coliseum, Quezon City Nézőszám: 9250 Játékvezetők: Guilherme Locatelli (BRA), Gatis Saliņš (LAT), Georgios Poursanidis (GRE) |

| 2023. szeptember 2. 16:00 (UTC+8) | Angola                                   | 78–101    | Dél-Szudán | Araneta Coliseum, Quezon City Nézőszám: 4136 Játékvezetők: Gatis Saliņš (LAT), Luis Castillo (ESP), Carlos Peralta (ECU) |
| 2023. szeptember 2. 16:00 (UTC+8) | (16–30, 23–23, 18–20, 21–28) Jegyzőkönyv |           |            | Araneta Coliseum, Quezon City Nézőszám: 4136 Játékvezetők: Gatis Saliņš (LAT), Luis Castillo (ESP), Carlos Peralta (ECU) |
| 2023. szeptember 2. 16:00 (UTC+8) | Dundão 21                                | Pont      | Jones 26   | Araneta Coliseum, Quezon City Nézőszám: 4136 Játékvezetők: Gatis Saliņš (LAT), Luis Castillo (ESP), Carlos Peralta (ECU) |
| 2023. szeptember 2. 16:00 (UTC+8) | Bango 13                                 | Lepattanó | Gabriel 10 | Araneta Coliseum, Quezon City Nézőszám: 4136 Játékvezetők: Gatis Saliņš (LAT), Luis Castillo (ESP), Carlos Peralta (ECU) |
| 2023. szeptember 2. 16:00 (UTC+8) | Domingos 8                               | Gólpassz  | Jones 15   | Araneta Coliseum, Quezon City Nézőszám: 4136 Játékvezetők: Gatis Saliņš (LAT), Luis Castillo (ESP), Carlos Peralta (ECU) |

| 2023. szeptember 2. 20:00 (UTC+8) | Fülöp-szigetek                           | 96–75     | Kína  | Araneta Coliseum, Quezon City Nézőszám: 11 080 Játékvezetők: Mārtiņš Kozlovskis (LAT), Kerem Baki (TUR), Martin Vulić (CRO) |
| 2023. szeptember 2. 20:00 (UTC+8) | (16–16, 23–24, 34–11, 23–24) Jegyzőkönyv |           |       | Araneta Coliseum, Quezon City Nézőszám: 11 080 Játékvezetők: Mārtiņš Kozlovskis (LAT), Kerem Baki (TUR), Martin Vulić (CRO) |
| 2023. szeptember 2. 20:00 (UTC+8) | Clarkson 34                              | Pont      | Li 17 | Araneta Coliseum, Quezon City Nézőszám: 11 080 Játékvezetők: Mārtiņš Kozlovskis (LAT), Kerem Baki (TUR), Martin Vulić (CRO) |
| 2023. szeptember 2. 20:00 (UTC+8) | Edu 10                                   | Lepattanó | Li 9  | Araneta Coliseum, Quezon City Nézőszám: 11 080 Játékvezetők: Mārtiņš Kozlovskis (LAT), Kerem Baki (TUR), Martin Vulić (CRO) |
| 2023. szeptember 2. 20:00 (UTC+8) | Ramos, Thompson 4                        | Gólpassz  | Li 5  | Araneta Coliseum, Quezon City Nézőszám: 11 080 Játékvezetők: Mārtiņš Kozlovskis (LAT), Kerem Baki (TUR), Martin Vulić (CRO) |

### N csoport
| Hely. | Csapat    | M | Gy | V | P+  | P–  | Pk   | P |
| ----- | --------- | - | -- | - | --- | --- | ---- | - |
| 1.    | Egyiptom  | 5 | 2  | 3 | 412 | 411 | +1   | 7 |
| 2.    | Új-Zéland | 5 | 2  | 3 | 429 | 463 | −34  | 7 |
| 3.    | Mexikó    | 5 | 2  | 3 | 410 | 467 | −57  | 7 |
| 4.    | Jordánia  | 5 | 0  | 5 | 369 | 475 | −106 | 5 |

1. 1 2 3  Egyiptom 3 Pts, +26 Pk; Új-Zéland 3 pont, −6 Pk; Mexikó 3 pont, −20 Pk

| 2023. augusztus 31. 16:45 (UTC+8) | Új-Zéland                                | 100–108   | Mexikó    | Mall of Asia Arena, Pasay Nézőszám: 2919 Játékvezetők: Takaki Kato (JPN), Daniel García (VEN), Praksch Péter (HUN) |
| 2023. augusztus 31. 16:45 (UTC+8) | (22–31, 19–26, 27–21, 32–30) Jegyzőkönyv |           |           | Mall of Asia Arena, Pasay Nézőszám: 2919 Játékvezetők: Takaki Kato (JPN), Daniel García (VEN), Praksch Péter (HUN) |
| 2023. augusztus 31. 16:45 (UTC+8) | Te Rangi 32                              | Pont      | Cruz 27   | Mall of Asia Arena, Pasay Nézőszám: 2919 Játékvezetők: Takaki Kato (JPN), Daniel García (VEN), Praksch Péter (HUN) |
| 2023. augusztus 31. 16:45 (UTC+8) | Harris 8                                 | Lepattanó | Jaimes 11 | Mall of Asia Arena, Pasay Nézőszám: 2919 Játékvezetők: Takaki Kato (JPN), Daniel García (VEN), Praksch Péter (HUN) |
| 2023. augusztus 31. 16:45 (UTC+8) | Ili 10                                   | Gólpassz  | Stoll 9   | Mall of Asia Arena, Pasay Nézőszám: 2919 Játékvezetők: Takaki Kato (JPN), Daniel García (VEN), Praksch Péter (HUN) |

| 2023. augusztus 31. 20:30 (UTC+8) | Egyiptom                                 | 85–69     | Jordánia     | Mall of Asia Arena, Pasay Nézőszám: 3532 Játékvezetők: Antonio Conde (ESP), Boris Krejič (SLO), Manuel Attard (ITA) |
| 2023. augusztus 31. 20:30 (UTC+8) | (22–14, 18–22, 19–20, 26–13) Jegyzőkönyv |           |              | Mall of Asia Arena, Pasay Nézőszám: 3532 Játékvezetők: Antonio Conde (ESP), Boris Krejič (SLO), Manuel Attard (ITA) |
| 2023. augusztus 31. 20:30 (UTC+8) | Amin, Marei 20                           | Pont      | Bzai 18      | Mall of Asia Arena, Pasay Nézőszám: 3532 Játékvezetők: Antonio Conde (ESP), Boris Krejič (SLO), Manuel Attard (ITA) |
| 2023. augusztus 31. 20:30 (UTC+8) | Marei 14                                 | Lepattanó | Al-Dwairi 11 | Mall of Asia Arena, Pasay Nézőszám: 3532 Játékvezetők: Antonio Conde (ESP), Boris Krejič (SLO), Manuel Attard (ITA) |
| 2023. augusztus 31. 20:30 (UTC+8) | Gendy 5                                  | Gólpassz  | Ibrahim 5    | Mall of Asia Arena, Pasay Nézőszám: 3532 Játékvezetők: Antonio Conde (ESP), Boris Krejič (SLO), Manuel Attard (ITA) |

| 2023. szeptember 2. 16:45 (UTC+8) | Új-Zéland                                | 88–86     | Egyiptom       | Mall of Asia Arena, Pasay Nézőszám: 3738 Játékvezetők: Daniel García (VEN), Praksch Péter (HUN), Park Kyoung-jin (KOR) |
| 2023. szeptember 2. 16:45 (UTC+8) | (22–25, 25–10, 21–26, 20–25) Jegyzőkönyv |           |                | Mall of Asia Arena, Pasay Nézőszám: 3738 Játékvezetők: Daniel García (VEN), Praksch Péter (HUN), Park Kyoung-jin (KOR) |
| 2023. szeptember 2. 16:45 (UTC+8) | Delany, Le'afa 27                        | Pont      | Amin, Gendy 19 | Mall of Asia Arena, Pasay Nézőszám: 3738 Játékvezetők: Daniel García (VEN), Praksch Péter (HUN), Park Kyoung-jin (KOR) |
| 2023. szeptember 2. 16:45 (UTC+8) | Wetzell 7                                | Lepattanó | Mahmoud 9      | Mall of Asia Arena, Pasay Nézőszám: 3738 Játékvezetők: Daniel García (VEN), Praksch Péter (HUN), Park Kyoung-jin (KOR) |
| 2023. szeptember 2. 16:45 (UTC+8) | Ili 5                                    | Gólpassz  | Amin 9         | Mall of Asia Arena, Pasay Nézőszám: 3738 Játékvezetők: Daniel García (VEN), Praksch Péter (HUN), Park Kyoung-jin (KOR) |

| 2023. szeptember 2. 20:30 (UTC+8) | Jordánia                                 | 80–93     | Mexikó    | Mall of Asia Arena, Pasay Nézőszám: 4956 Játékvezetők: Boris Krejič (SLO), Kristian Paez (ECU), Carlos Vélez (COL) |
| 2023. szeptember 2. 20:30 (UTC+8) | (24–24, 19–19, 22–25, 15–25) Jegyzőkönyv |           |           | Mall of Asia Arena, Pasay Nézőszám: 4956 Játékvezetők: Boris Krejič (SLO), Kristian Paez (ECU), Carlos Vélez (COL) |
| 2023. szeptember 2. 20:30 (UTC+8) | Hollis-Jefferson 26                      | Pont      | Girón 21  | Mall of Asia Arena, Pasay Nézőszám: 4956 Játékvezetők: Boris Krejič (SLO), Kristian Paez (ECU), Carlos Vélez (COL) |
| 2023. szeptember 2. 20:30 (UTC+8) | Al-Dwairi 9                              | Lepattanó | Jaimes 11 | Mall of Asia Arena, Pasay Nézőszám: 4956 Játékvezetők: Boris Krejič (SLO), Kristian Paez (ECU), Carlos Vélez (COL) |
| 2023. szeptember 2. 20:30 (UTC+8) | Hollis-Jefferson 10                      | Gólpassz  | Jaimes 6  | Mall of Asia Arena, Pasay Nézőszám: 4956 Játékvezetők: Boris Krejič (SLO), Kristian Paez (ECU), Carlos Vélez (COL) |

### O csoport
| Hely. | Csapat                | M | Gy | V | P+  | P–  | Pk  | P |
| ----- | --------------------- | - | -- | - | --- | --- | --- | - |
| 1.    | Japán (R)             | 5 | 3  | 2 | 416 | 426 | −10 | 8 |
| 2.    | Finnország            | 5 | 2  | 3 | 425 | 449 | −24 | 7 |
| 3.    | Zöld-foki Köztársaság | 5 | 1  | 4 | 366 | 432 | −66 | 6 |
| 4.    | Venezuela             | 5 | 0  | 5 | 371 | 427 | −56 | 5 |

| 2023. augusztus 31. 16:30 (UTC+9) | Zöld-foki Köztársaság                    | 77–100    | Finnország        | Okinava Aréna, Okinava Nézőszám: 5960 Játékvezetők: Jorge Vázquez (PUR), Wojciech Liszka (POL), Ahmed Al-Shuwaili (IRQ) |
| 2023. augusztus 31. 16:30 (UTC+9) | (16–28, 23–26, 17–23, 21–23) Jegyzőkönyv |           |                   | Okinava Aréna, Okinava Nézőszám: 5960 Játékvezetők: Jorge Vázquez (PUR), Wojciech Liszka (POL), Ahmed Al-Shuwaili (IRQ) |
| 2023. augusztus 31. 16:30 (UTC+9) | Almeida 17                               | Pont      | Markkanen 34      | Okinava Aréna, Okinava Nézőszám: 5960 Játékvezetők: Jorge Vázquez (PUR), Wojciech Liszka (POL), Ahmed Al-Shuwaili (IRQ) |
| 2023. augusztus 31. 16:30 (UTC+9) | Tavares 12                               | Lepattanó | Markkanen 9       | Okinava Aréna, Okinava Nézőszám: 5960 Játékvezetők: Jorge Vázquez (PUR), Wojciech Liszka (POL), Ahmed Al-Shuwaili (IRQ) |
| 2023. augusztus 31. 16:30 (UTC+9) | Mendes 5                                 | Gólpassz  | Jantunen, Salin 6 | Okinava Aréna, Okinava Nézőszám: 5960 Játékvezetők: Jorge Vázquez (PUR), Wojciech Liszka (POL), Ahmed Al-Shuwaili (IRQ) |

| 2023. augusztus 31. 20:10 (UTC+9) | Japán                                    | 86–77     | Venezuela   | Okinava Aréna, Okinava Nézőszám: 7374 Játékvezetők: Ademir Zurapović (BIH), Blanca Burns (USA), Wael Mostafa (EGY) |
| 2023. augusztus 31. 20:10 (UTC+9) | (15–19, 21–22, 17–21, 33–15) Jegyzőkönyv |           |             | Okinava Aréna, Okinava Nézőszám: 7374 Játékvezetők: Ademir Zurapović (BIH), Blanca Burns (USA), Wael Mostafa (EGY) |
| 2023. augusztus 31. 20:10 (UTC+9) | Hiejima 23                               | Pont      | Sojo 20     | Okinava Aréna, Okinava Nézőszám: 7374 Játékvezetők: Ademir Zurapović (BIH), Blanca Burns (USA), Wael Mostafa (EGY) |
| 2023. augusztus 31. 20:10 (UTC+9) | Hawkinson 11                             | Lepattanó | Ruiz 9      | Okinava Aréna, Okinava Nézőszám: 7374 Játékvezetők: Ademir Zurapović (BIH), Blanca Burns (USA), Wael Mostafa (EGY) |
| 2023. augusztus 31. 20:10 (UTC+9) | Kawamura 11                              | Gólpassz  | Guillent 10 | Okinava Aréna, Okinava Nézőszám: 7374 Játékvezetők: Ademir Zurapović (BIH), Blanca Burns (USA), Wael Mostafa (EGY) |

| 2023. szeptember 2. 16:30 (UTC+9) | Finnország                               | 90–75     | Venezuela  | Okinava Aréna, Okinava Nézőszám: 6216 Játékvezetők: Martin Horozov (BUL), Wojciech Liszka (POL), Ahmed Al-Shuwaili (IRQ) |
| 2023. szeptember 2. 16:30 (UTC+9) | (13–17, 35–18, 19–27, 23–13) Jegyzőkönyv |           |            | Okinava Aréna, Okinava Nézőszám: 6216 Játékvezetők: Martin Horozov (BUL), Wojciech Liszka (POL), Ahmed Al-Shuwaili (IRQ) |
| 2023. szeptember 2. 16:30 (UTC+9) | Markkanen 32                             | Pont      | Chourio 17 | Okinava Aréna, Okinava Nézőszám: 6216 Játékvezetők: Martin Horozov (BUL), Wojciech Liszka (POL), Ahmed Al-Shuwaili (IRQ) |
| 2023. szeptember 2. 16:30 (UTC+9) | Markkanen 9                              | Lepattanó | Graterol 6 | Okinava Aréna, Okinava Nézőszám: 6216 Játékvezetők: Martin Horozov (BUL), Wojciech Liszka (POL), Ahmed Al-Shuwaili (IRQ) |
| 2023. szeptember 2. 16:30 (UTC+9) | Little 9                                 | Gólpassz  | Guillent 7 | Okinava Aréna, Okinava Nézőszám: 6216 Játékvezetők: Martin Horozov (BUL), Wojciech Liszka (POL), Ahmed Al-Shuwaili (IRQ) |

| 2023. szeptember 2. 20:10 (UTC+9) | Japán                                   | 80–71     | Zöld-foki Köztársaság  | Okinava Aréna, Okinava Nézőszám: 7374 Játékvezetők: Omar Bermúdez (MEX), Amy Bonner (USA), Waseem Husainy (CAN) |
| 2023. szeptember 2. 20:10 (UTC+9) | (17–19, 33–18, 23–18, 7–16) Jegyzőkönyv |           |                        | Okinava Aréna, Okinava Nézőszám: 7374 Játékvezetők: Omar Bermúdez (MEX), Amy Bonner (USA), Waseem Husainy (CAN) |
| 2023. szeptember 2. 20:10 (UTC+9) | Hawkinson 29                            | Pont      | Da Rosa, E. Tavares 11 | Okinava Aréna, Okinava Nézőszám: 7374 Játékvezetők: Omar Bermúdez (MEX), Amy Bonner (USA), Waseem Husainy (CAN) |
| 2023. szeptember 2. 20:10 (UTC+9) | Vatanabe 10                             | Lepattanó | E. Tavares 14          | Okinava Aréna, Okinava Nézőszám: 7374 Játékvezetők: Omar Bermúdez (MEX), Amy Bonner (USA), Waseem Husainy (CAN) |
| 2023. szeptember 2. 20:10 (UTC+9) | Kawamura 8                              | Gólpassz  | I. Almeida 6           | Okinava Aréna, Okinava Nézőszám: 7374 Játékvezetők: Omar Bermúdez (MEX), Amy Bonner (USA), Waseem Husainy (CAN) |

### P csoport
| Hely. | Csapat           | M | Gy | V | P+  | P–  | Pk  | P |
| ----- | ---------------- | - | -- | - | --- | --- | --- | - |
| 1.    | Franciaország    | 5 | 3  | 2 | 405 | 394 | +11 | 8 |
| 2.    | Libanon          | 5 | 2  | 3 | 397 | 479 | −82 | 7 |
| 3.    | Elefántcsontpart | 5 | 1  | 4 | 373 | 433 | −60 | 6 |
| 4.    | Irán             | 5 | 0  | 5 | 321 | 419 | −98 | 5 |

| 2023. augusztus 31. 16:45 (UTC+7) | Elefántcsontpart                         | 84–94     | Libanon    | Indonesia Aréna, Jakarta Nézőszám: 5033 Játékvezetők: Juan Fernández (ARG), Jenna Reneau (USA), Gvidas Gedvilas (LTU) |
| 2023. augusztus 31. 16:45 (UTC+7) | (20–32, 21–23, 25–18, 18–21) Jegyzőkönyv |           |            | Indonesia Aréna, Jakarta Nézőszám: 5033 Játékvezetők: Juan Fernández (ARG), Jenna Reneau (USA), Gvidas Gedvilas (LTU) |
| 2023. augusztus 31. 16:45 (UTC+7) | Dally 21                                 | Pont      | Saoud 29   | Indonesia Aréna, Jakarta Nézőszám: 5033 Játékvezetők: Juan Fernández (ARG), Jenna Reneau (USA), Gvidas Gedvilas (LTU) |
| 2023. augusztus 31. 16:45 (UTC+7) | Tape 6                                   | Lepattanó | Spellman 6 | Indonesia Aréna, Jakarta Nézőszám: 5033 Játékvezetők: Juan Fernández (ARG), Jenna Reneau (USA), Gvidas Gedvilas (LTU) |
| 2023. augusztus 31. 16:45 (UTC+7) | Diabate 9                                | Gólpassz  | Saoud 8    | Indonesia Aréna, Jakarta Nézőszám: 5033 Játékvezetők: Juan Fernández (ARG), Jenna Reneau (USA), Gvidas Gedvilas (LTU) |

| 2023. augusztus 31. 20:30 (UTC+7) | Franciaország                          | 82–55     | Irán                 | Indonesia Aréna, Jakarta Nézőszám: 4494 Játékvezetők: Aleksandar Glišić (SRB), Andrés Bartel (URU), Yevgeniy Mikheyev (KAZ) |
| 2023. augusztus 31. 20:30 (UTC+7) | (9–12, 26–15, 19–9, 28–19) Jegyzőkönyv |           |                      | Indonesia Aréna, Jakarta Nézőszám: 4494 Játékvezetők: Aleksandar Glišić (SRB), Andrés Bartel (URU), Yevgeniy Mikheyev (KAZ) |
| 2023. augusztus 31. 20:30 (UTC+7) | Okobo 13                               | Pont      | Mirzaei,Yakhchali 11 | Indonesia Aréna, Jakarta Nézőszám: 4494 Játékvezetők: Aleksandar Glišić (SRB), Andrés Bartel (URU), Yevgeniy Mikheyev (KAZ) |
| 2023. augusztus 31. 20:30 (UTC+7) | Gobert 9                               | Lepattanó | három játékos 6      | Indonesia Aréna, Jakarta Nézőszám: 4494 Játékvezetők: Aleksandar Glišić (SRB), Andrés Bartel (URU), Yevgeniy Mikheyev (KAZ) |
| 2023. augusztus 31. 20:30 (UTC+7) | De Colo 7                              | Gólpassz  | Yakhchali 4          | Indonesia Aréna, Jakarta Nézőszám: 4494 Játékvezetők: Aleksandar Glišić (SRB), Andrés Bartel (URU), Yevgeniy Mikheyev (KAZ) |

| 2023. szeptember 2. 16:45 (UTC+7) | Irán                                     | 77–87     | Libanon      | Indonesia Aréna, Jakarta Nézőszám: 9404 Játékvezetők: Andrés Bartel (URU), Scott Beker (AUS), Daigo Urushima (JPN) |
| 2023. szeptember 2. 16:45 (UTC+7) | (21–25, 20–15, 20–22, 16–25) Jegyzőkönyv |           |              | Indonesia Aréna, Jakarta Nézőszám: 9404 Játékvezetők: Andrés Bartel (URU), Scott Beker (AUS), Daigo Urushima (JPN) |
| 2023. szeptember 2. 16:45 (UTC+7) | Zouzoua 18                               | Pont      | Cordinier 19 | Indonesia Aréna, Jakarta Nézőszám: 9404 Játékvezetők: Andrés Bartel (URU), Scott Beker (AUS), Daigo Urushima (JPN) |
| 2023. szeptember 2. 16:45 (UTC+7) | V. Fofana 7                              | Lepattanó | Gobert 8     | Indonesia Aréna, Jakarta Nézőszám: 9404 Játékvezetők: Andrés Bartel (URU), Scott Beker (AUS), Daigo Urushima (JPN) |
| 2023. szeptember 2. 16:45 (UTC+7) | Diabate 11                               | Gólpassz  | Francisco 7  | Indonesia Aréna, Jakarta Nézőszám: 9404 Játékvezetők: Andrés Bartel (URU), Scott Beker (AUS), Daigo Urushima (JPN) |

| 2023. szeptember 2. 20:30 (UTC+7) | Elefántcsontpart                         | 73–81     | Franciaország | Indonesia Aréna, Jakarta Nézőszám: 5869 Játékvezetők: Roberto Vázquez (PUR), Johnny Batista (PUR), Yevgeniy Mikheyev (KAZ) |
| 2023. szeptember 2. 20:30 (UTC+7) | (13–20, 23–28, 13–14, 24–19) Jegyzőkönyv |           |               | Indonesia Aréna, Jakarta Nézőszám: 5869 Játékvezetők: Roberto Vázquez (PUR), Johnny Batista (PUR), Yevgeniy Mikheyev (KAZ) |
| 2023. szeptember 2. 20:30 (UTC+7) | Amini 22                                 | Pont      | Arakji 21     | Indonesia Aréna, Jakarta Nézőszám: 5869 Játékvezetők: Roberto Vázquez (PUR), Johnny Batista (PUR), Yevgeniy Mikheyev (KAZ) |
| 2023. szeptember 2. 20:30 (UTC+7) | Kazemi 11                                | Lepattanó | Spellman 11   | Indonesia Aréna, Jakarta Nézőszám: 5869 Játékvezetők: Roberto Vázquez (PUR), Johnny Batista (PUR), Yevgeniy Mikheyev (KAZ) |
| 2023. szeptember 2. 20:30 (UTC+7) | három játékos 4                          | Gólpassz  | Arakji 7      | Indonesia Aréna, Jakarta Nézőszám: 5869 Játékvezetők: Roberto Vázquez (PUR), Johnny Batista (PUR), Yevgeniy Mikheyev (KAZ) |

## Egyenes kieséses szakasz
|  |                       |                  |                       |                       |     |                  |                        |                        |                        |                        |               |       |       |
|  | Negyeddöntők          | Negyeddöntők     | Negyeddöntők          |                       |     | Elődöntők        | Elődöntők              | Elődöntők              |                        |                        | Döntő         | Döntő | Döntő |
|  | Negyeddöntők          | Negyeddöntők     | Negyeddöntők          |                       |     | Elődöntők        | Elődöntők              | Elődöntők              |                        |                        | Döntő         | Döntő | Döntő |
|  | szeptember 5. – Pasay |                  |                       |                       |     |                  |                        |                        |                        |                        |               |       |       |
|  |                       |                  |                       |                       |     |                  |                        |                        |                        |                        |               |       |       |
|  | I1                    | Olaszország      | 63                    |                       |     |                  |                        |                        |                        |                        |               |       |       |
|  | I1                    | Olaszország      | 63                    | szeptember 8. – Pasay |     |                  |                        |                        |                        |                        |               |       |       |
|  | J2                    | Egyesült Államok | 100                   |                       |     |                  |                        |                        |                        |                        |               |       |       |
|  | J2                    | Egyesült Államok | 100                   |                       |     | Egyesült Államok | Egyesült Államok       | 111                    |                        |                        |               |       |       |
|  | szeptember 6. – Pasay |                  |                       |                       |     | Egyesült Államok | Egyesült Államok       | 111                    |                        |                        |               |       |       |
|  |                       |                  | Németország           | Németország           | 113 |                  |                        |                        |                        |                        |               |       |       |
|  | K1                    | Németország      | Németország           | Németország           | 113 | 81               |                        |                        |                        |                        |               |       |       |
|  | K1                    | Németország      |                       |                       |     | 81               | szeptember 10. – Pasay |                        |                        |                        |               |       |       |
|  | L2                    | Lettország       | 79                    |                       |     |                  |                        |                        |                        |                        |               |       |       |
|  | L2                    | Lettország       | 79                    |                       |     | Németország      | Németország            | 83                     |                        |                        |               |       |       |
|  | szeptember 5. – Pasay |                  |                       |                       |     | Németország      | Németország            | 83                     |                        |                        |               |       |       |
|  |                       |                  | Szerbia               | Szerbia               | 77  |                  |                        |                        |                        |                        |               |       |       |
|  | J1                    | Litvánia         | Szerbia               | Szerbia               | 77  | 68               |                        |                        |                        |                        |               |       |       |
|  | J1                    | Litvánia         | szeptember 8. – Pasay |                       |     | 68               |                        |                        |                        |                        |               |       |       |
|  | I2                    | Szerbia          | 87                    |                       |     |                  |                        |                        |                        |                        |               |       |       |
|  | I2                    | Szerbia          | 87                    |                       |     | Szerbia          | Szerbia                | 95                     | Bronzmérkőzés          | Bronzmérkőzés          | Bronzmérkőzés |       |       |
|  | szeptember 6. – Pasay |                  |                       |                       |     | Szerbia          | Szerbia                | 95                     | Bronzmérkőzés          | Bronzmérkőzés          | Bronzmérkőzés |       |       |
|  |                       |                  | Kanada                | Kanada                | 86  |                  |                        | szeptember 10. – Pasay | szeptember 10. – Pasay | szeptember 10. – Pasay |               |       |       |
|  | L1                    | Kanada           | Kanada                | Kanada                | 86  | 100              |                        | szeptember 10. – Pasay | szeptember 10. – Pasay | szeptember 10. – Pasay |               |       |       |
|  | L1                    | Kanada           |                       |                       |     |                  |                        | Egyesült Államok       | Egyesült Államok       | 118                    |               |       |       |
|  | K2                    | Szlovénia        | 89                    |                       |     |                  |                        | Egyesült Államok       | Egyesült Államok       | 118                    |               |       |       |
|  | K2                    | Szlovénia        | 89                    |                       |     | Kanada           | Kanada                 | 127                    |                        |                        |               |       |       |
|  |                       |                  |                       |                       |     | Kanada           | Kanada                 | 127                    |                        |                        |               |       |       |

### Negyeddöntők
| 2023. szeptember 5. 16:45 (UTC+8) | Litvánia                                 | 68–87     | Szerbia       | Mall of Asia Arena, Pasay Nézőszám: 6223 Játékvezetők: Omar Bermúdez (MEX), Mārtiņš Kozlovskis (LAT), Johnny Batista (PUR) |
| 2023. szeptember 5. 16:45 (UTC+8) | (25–24, 13–25, 17–24, 13–14) Jegyzőkönyv |           |               | Mall of Asia Arena, Pasay Nézőszám: 6223 Játékvezetők: Omar Bermúdez (MEX), Mārtiņš Kozlovskis (LAT), Johnny Batista (PUR) |
| 2023. szeptember 5. 16:45 (UTC+8) | Sedekerskis 14                           | Pont      | Bogdanović 21 | Mall of Asia Arena, Pasay Nézőszám: 6223 Játékvezetők: Omar Bermúdez (MEX), Mārtiņš Kozlovskis (LAT), Johnny Batista (PUR) |
| 2023. szeptember 5. 16:45 (UTC+8) | Sedekerskis 9                            | Lepattanó | Petrušev 6    | Mall of Asia Arena, Pasay Nézőszám: 6223 Játékvezetők: Omar Bermúdez (MEX), Mārtiņš Kozlovskis (LAT), Johnny Batista (PUR) |
| 2023. szeptember 5. 16:45 (UTC+8) | Jokubaitis 9                             | Gólpassz  | Gudurić 6     | Mall of Asia Arena, Pasay Nézőszám: 6223 Játékvezetők: Omar Bermúdez (MEX), Mārtiņš Kozlovskis (LAT), Johnny Batista (PUR) |

| 2023. szeptember 5. 20:40 (UTC+8) | Olaszország                              | 63–100    | Egyesült Államok  | Mall of Asia Arena, Pasay Nézőszám: 9764 Játékvezetők: Julio Anaya (PAN), Ademir Zurapović (BIH), Juan Fernández (ARG) |
| 2023. szeptember 5. 20:40 (UTC+8) | (14–24, 10–22, 20–37, 19–17) Jegyzőkönyv |           |                   | Mall of Asia Arena, Pasay Nézőszám: 9764 Játékvezetők: Julio Anaya (PAN), Ademir Zurapović (BIH), Juan Fernández (ARG) |
| 2023. szeptember 5. 20:40 (UTC+8) | Fontecchio 18                            | Pont      | Bridges 24        | Mall of Asia Arena, Pasay Nézőszám: 9764 Játékvezetők: Julio Anaya (PAN), Ademir Zurapović (BIH), Juan Fernández (ARG) |
| 2023. szeptember 5. 20:40 (UTC+8) | Melli 9                                  | Lepattanó | Bridges, Portis 7 | Mall of Asia Arena, Pasay Nézőszám: 9764 Játékvezetők: Julio Anaya (PAN), Ademir Zurapović (BIH), Juan Fernández (ARG) |
| 2023. szeptember 5. 20:40 (UTC+8) | Tonut 5                                  | Gólpassz  | Haliburton 5      | Mall of Asia Arena, Pasay Nézőszám: 9764 Játékvezetők: Julio Anaya (PAN), Ademir Zurapović (BIH), Juan Fernández (ARG) |

| 2023. szeptember 6. 16:45 (UTC+8) | Németország                              | 81–79     | Lettország   | Mall of Asia Arena, Pasay Nézőszám: 7584 Játékvezetők: Antonio Conde (ESP), Yohan Rosso (FRA), Martin Vulić (CRO) |
| 2023. szeptember 6. 16:45 (UTC+8) | (13–16, 23–18, 26–25, 19–20) Jegyzőkönyv |           |              | Mall of Asia Arena, Pasay Nézőszám: 7584 Játékvezetők: Antonio Conde (ESP), Yohan Rosso (FRA), Martin Vulić (CRO) |
| 2023. szeptember 6. 16:45 (UTC+8) | F. Wagner 16                             | Pont      | Žagars 24    | Mall of Asia Arena, Pasay Nézőszám: 7584 Játékvezetők: Antonio Conde (ESP), Yohan Rosso (FRA), Martin Vulić (CRO) |
| 2023. szeptember 6. 16:45 (UTC+8) | Theis, F. Wagner 8                       | Lepattanó | R. Kurucs 10 | Mall of Asia Arena, Pasay Nézőszám: 7584 Játékvezetők: Antonio Conde (ESP), Yohan Rosso (FRA), Martin Vulić (CRO) |
| 2023. szeptember 6. 16:45 (UTC+8) | Schröder 4                               | Gólpassz  | Žagars 8     | Mall of Asia Arena, Pasay Nézőszám: 7584 Játékvezetők: Antonio Conde (ESP), Yohan Rosso (FRA), Martin Vulić (CRO) |

| 2023. szeptember 6. 20:40 (UTC+8) | Kanada                                   | 100–89    | Szlovénia | Mall of Asia Arena, Pasay Nézőszám: 11 710 Játékvezetők: Roberto Vázquez (PUR), Manuel Mazzoni (ITA), Gatis Saliņš (LAT) |
| 2023. szeptember 6. 20:40 (UTC+8) | (26–24, 24–26, 30–21, 20–18) Jegyzőkönyv |           |           | Mall of Asia Arena, Pasay Nézőszám: 11 710 Játékvezetők: Roberto Vázquez (PUR), Manuel Mazzoni (ITA), Gatis Saliņš (LAT) |
| 2023. szeptember 6. 20:40 (UTC+8) | Gilgeous-Alexander 31                    | Pont      | Dončić 26 | Mall of Asia Arena, Pasay Nézőszám: 11 710 Játékvezetők: Roberto Vázquez (PUR), Manuel Mazzoni (ITA), Gatis Saliņš (LAT) |
| 2023. szeptember 6. 20:40 (UTC+8) | Gilgeous-Alexander 10                    | Lepattanó | Tobey 6   | Mall of Asia Arena, Pasay Nézőszám: 11 710 Játékvezetők: Roberto Vázquez (PUR), Manuel Mazzoni (ITA), Gatis Saliņš (LAT) |
| 2023. szeptember 6. 20:40 (UTC+8) | Gilgeous-Alexander, Olynyk 4             | Gólpassz  | Dončić 5  | Mall of Asia Arena, Pasay Nézőszám: 11 710 Játékvezetők: Roberto Vázquez (PUR), Manuel Mazzoni (ITA), Gatis Saliņš (LAT) |

### Az 5–8. helyért
| 2023. szeptember 7. 16:45 (UTC+8) | Olaszország                              | 82–87     | Lettország  | Mall of Asia Arena, Pasay Nézőszám: 4579 Játékvezetők: Ademir Zurapović (BIH), Takaki Kato (JPN), Blanca Burns (USA) |
| 2023. szeptember 7. 16:45 (UTC+8) | (26–18, 16–28, 18–21, 22–20) Jegyzőkönyv |           |             | Mall of Asia Arena, Pasay Nézőszám: 4579 Játékvezetők: Ademir Zurapović (BIH), Takaki Kato (JPN), Blanca Burns (USA) |
| 2023. szeptember 7. 16:45 (UTC+8) | Datome 20                                | Pont      | Gražulis 28 | Mall of Asia Arena, Pasay Nézőszám: 4579 Játékvezetők: Ademir Zurapović (BIH), Takaki Kato (JPN), Blanca Burns (USA) |
| 2023. szeptember 7. 16:45 (UTC+8) | Melli 9                                  | Lepattanó | Gražulis 6  | Mall of Asia Arena, Pasay Nézőszám: 4579 Játékvezetők: Ademir Zurapović (BIH), Takaki Kato (JPN), Blanca Burns (USA) |
| 2023. szeptember 7. 16:45 (UTC+8) | Spissu 7                                 | Gólpassz  | Šķēle 9     | Mall of Asia Arena, Pasay Nézőszám: 4579 Játékvezetők: Ademir Zurapović (BIH), Takaki Kato (JPN), Blanca Burns (USA) |

| 2023. szeptember 7. 20:40 (UTC+8) | Litvánia                                 | 100–84    | Szlovénia | Mall of Asia Arena, Pasay Nézőszám: 11 003 Játékvezetők: Matthew Kallio (CAN), Omar Bermúdez (MEX), Johnny Batista (PUR) |
| 2023. szeptember 7. 20:40 (UTC+8) | (33–21, 20–22, 22–20, 25–21) Jegyzőkönyv |           |           | Mall of Asia Arena, Pasay Nézőszám: 11 003 Játékvezetők: Matthew Kallio (CAN), Omar Bermúdez (MEX), Johnny Batista (PUR) |
| 2023. szeptember 7. 20:40 (UTC+8) | Valančiūnas 24                           | Pont      | Dončić 29 | Mall of Asia Arena, Pasay Nézőszám: 11 003 Játékvezetők: Matthew Kallio (CAN), Omar Bermúdez (MEX), Johnny Batista (PUR) |
| 2023. szeptember 7. 20:40 (UTC+8) | Valančiūnas 12                           | Lepattanó | Tobey 9   | Mall of Asia Arena, Pasay Nézőszám: 11 003 Játékvezetők: Matthew Kallio (CAN), Omar Bermúdez (MEX), Johnny Batista (PUR) |
| 2023. szeptember 7. 20:40 (UTC+8) | Kariniauskas 10                          | Gólpassz  | Dragić 3  | Mall of Asia Arena, Pasay Nézőszám: 11 003 Játékvezetők: Matthew Kallio (CAN), Omar Bermúdez (MEX), Johnny Batista (PUR) |

### Elődöntők
| 2023. szeptember 8. 16:45 (UTC+8) | Szerbia                                  | 95–86     | Kanada               | Mall of Asia Arena, Pasay Nézőszám: 8630 Játékvezetők: Yohan Rosso (FRA), Julio Anaya (PAN), Manuel Mazzoni (ITA) |
| 2023. szeptember 8. 16:45 (UTC+8) | (23–15, 29–24, 23–24, 20–23) Jegyzőkönyv |           |                      | Mall of Asia Arena, Pasay Nézőszám: 8630 Játékvezetők: Yohan Rosso (FRA), Julio Anaya (PAN), Manuel Mazzoni (ITA) |
| 2023. szeptember 8. 16:45 (UTC+8) | Bogdanović 23                            | Pont      | Barrett 23           | Mall of Asia Arena, Pasay Nézőszám: 8630 Játékvezetők: Yohan Rosso (FRA), Julio Anaya (PAN), Manuel Mazzoni (ITA) |
| 2023. szeptember 8. 16:45 (UTC+8) | Milutinov 10                             | Lepattanó | öt játékos 3         | Mall of Asia Arena, Pasay Nézőszám: 8630 Játékvezetők: Yohan Rosso (FRA), Julio Anaya (PAN), Manuel Mazzoni (ITA) |
| 2023. szeptember 8. 16:45 (UTC+8) | S. Jović 5                               | Gólpassz  | Gilgeous-Alexander 9 | Mall of Asia Arena, Pasay Nézőszám: 8630 Játékvezetők: Yohan Rosso (FRA), Julio Anaya (PAN), Manuel Mazzoni (ITA) |

| 2023. szeptember 8. 20:40 (UTC+8) | Egyesült Államok                         | 111–113   | Németország        | Mall of Asia Arena, Pasay Nézőszám: 11 011 Játékvezetők: Antonio Conde (ESP), Boris Krejič (SLO), Gatis Saliņš (LAT) |
| 2023. szeptember 8. 20:40 (UTC+8) | (31–33, 29–26, 24–35, 27–19) Jegyzőkönyv |           |                    | Mall of Asia Arena, Pasay Nézőszám: 11 011 Játékvezetők: Antonio Conde (ESP), Boris Krejič (SLO), Gatis Saliņš (LAT) |
| 2023. szeptember 8. 20:40 (UTC+8) | Edwards 23                               | Pont      | Obst 24            | Mall of Asia Arena, Pasay Nézőszám: 11 011 Játékvezetők: Antonio Conde (ESP), Boris Krejič (SLO), Gatis Saliņš (LAT) |
| 2023. szeptember 8. 20:40 (UTC+8) | Edwards 8                                | Lepattanó | Theis, Voigtmann 7 | Mall of Asia Arena, Pasay Nézőszám: 11 011 Játékvezetők: Antonio Conde (ESP), Boris Krejič (SLO), Gatis Saliņš (LAT) |
| 2023. szeptember 8. 20:40 (UTC+8) | Haliburton 8                             | Gólpassz  | Schröder 9         | Mall of Asia Arena, Pasay Nézőszám: 11 011 Játékvezetők: Antonio Conde (ESP), Boris Krejič (SLO), Gatis Saliņš (LAT) |

### A 7. helyért
| 2023. szeptember 9. 16:45 | Olaszország                              | 85–89     | Szlovénia | Mall of Asia Arena, Pasay Nézőszám: 10 775 Játékvezetők: Ademir Zurapović (BIH), Mārtiņš Kozlovskis (LAT), Martin Vulić (CRO) |
| 2023. szeptember 9. 16:45 | (18–15, 23–27, 19–28, 25–19) Jegyzőkönyv |           |           | Mall of Asia Arena, Pasay Nézőszám: 10 775 Játékvezetők: Ademir Zurapović (BIH), Mārtiņš Kozlovskis (LAT), Martin Vulić (CRO) |
| 2023. szeptember 9. 16:45 | Spissu 22                                | Pont      | Dončić 29 | Mall of Asia Arena, Pasay Nézőszám: 10 775 Játékvezetők: Ademir Zurapović (BIH), Mārtiņš Kozlovskis (LAT), Martin Vulić (CRO) |
| 2023. szeptember 9. 16:45 | Polonara 7                               | Lepattanó | Dončić 10 | Mall of Asia Arena, Pasay Nézőszám: 10 775 Játékvezetők: Ademir Zurapović (BIH), Mārtiņš Kozlovskis (LAT), Martin Vulić (CRO) |
| 2023. szeptember 9. 16:45 | Melli 5                                  | Gólpassz  | Dončić 8  | Mall of Asia Arena, Pasay Nézőszám: 10 775 Játékvezetők: Ademir Zurapović (BIH), Mārtiņš Kozlovskis (LAT), Martin Vulić (CRO) |

### Az 5. helyért
| 2023. szeptember 9. 20:30 | Lettország                              | 98–63     | Litvánia       | Mall of Asia Arena, Pasay Nézőszám: 9440 Játékvezetők: Manuel Mazzoni (ITA), Blanca Burns (USA), Johnny Batista (PUR) |
| 2023. szeptember 9. 20:30 | (28–20, 21–18, 28–9, 21–16) Jegyzőkönyv |           |                | Mall of Asia Arena, Pasay Nézőszám: 9440 Játékvezetők: Manuel Mazzoni (ITA), Blanca Burns (USA), Johnny Batista (PUR) |
| 2023. szeptember 9. 20:30 | A. Kurucs 20                            | Pont      | Jokubaitis 16  | Mall of Asia Arena, Pasay Nézőszám: 9440 Játékvezetők: Manuel Mazzoni (ITA), Blanca Burns (USA), Johnny Batista (PUR) |
| 2023. szeptember 9. 20:30 | négy játékos 6                          | Lepattanó | Sedekerskis 10 | Mall of Asia Arena, Pasay Nézőszám: 9440 Játékvezetők: Manuel Mazzoni (ITA), Blanca Burns (USA), Johnny Batista (PUR) |
| 2023. szeptember 9. 20:30 | Žagars 17                               | Gólpassz  | Brazdeikis 3   | Mall of Asia Arena, Pasay Nézőszám: 9440 Játékvezetők: Manuel Mazzoni (ITA), Blanca Burns (USA), Johnny Batista (PUR) |

### Bronzmérkőzés
| 2023. szeptember 10. 16:30 | Egyesült Államok                               | 118–127 (h. u.) | Kanada                | Mall of Asia Arena, Pasay Nézőszám: 10 666 Játékvezetők: Yohan Rosso (FRA), Julio Anaya (PAN), Takaki Kato (JPN) |
| 2023. szeptember 10. 16:30 | (25–34, 31–24, 26–33, 29–20, 7–16) Jegyzőkönyv |                 |                       | Mall of Asia Arena, Pasay Nézőszám: 10 666 Játékvezetők: Yohan Rosso (FRA), Julio Anaya (PAN), Takaki Kato (JPN) |
| 2023. szeptember 10. 16:30 | Edwards 24                                     | Pont            | Brooks 39             | Mall of Asia Arena, Pasay Nézőszám: 10 666 Játékvezetők: Yohan Rosso (FRA), Julio Anaya (PAN), Takaki Kato (JPN) |
| 2023. szeptember 10. 16:30 | Bridges 9                                      | Lepattanó       | Barrett, Powell 7     | Mall of Asia Arena, Pasay Nézőszám: 10 666 Játékvezetők: Yohan Rosso (FRA), Julio Anaya (PAN), Takaki Kato (JPN) |
| 2023. szeptember 10. 16:30 | Haliburton 7                                   | Gólpassz        | Gilgeous-Alexander 12 | Mall of Asia Arena, Pasay Nézőszám: 10 666 Játékvezetők: Yohan Rosso (FRA), Julio Anaya (PAN), Takaki Kato (JPN) |

### Döntő
| 2023. szeptember 10. 20:40 | Németország                              | 83–77     | Szerbia      | Mall of Asia Arena, Pasay Nézőszám: 12 022 Játékvezetők: Roberto Vázquez (PUR), Omar Bermúdez (MEX), Gatis Saliņš (LAT) |
| 2023. szeptember 10. 20:40 | (23–26, 24–21, 22–10, 14–20) Jegyzőkönyv |           |              | Mall of Asia Arena, Pasay Nézőszám: 12 022 Játékvezetők: Roberto Vázquez (PUR), Omar Bermúdez (MEX), Gatis Saliņš (LAT) |
| 2023. szeptember 10. 20:40 | Schröder 28                              | Pont      | Avramović 21 | Mall of Asia Arena, Pasay Nézőszám: 12 022 Játékvezetők: Roberto Vázquez (PUR), Omar Bermúdez (MEX), Gatis Saliņš (LAT) |
| 2023. szeptember 10. 20:40 | Voigtmann 8                              | Lepattanó | N. Jović 8   | Mall of Asia Arena, Pasay Nézőszám: 12 022 Játékvezetők: Roberto Vázquez (PUR), Omar Bermúdez (MEX), Gatis Saliņš (LAT) |
| 2023. szeptember 10. 20:40 | Voigtmann 3                              | Gólpassz  | Bogdanović 5 | Mall of Asia Arena, Pasay Nézőszám: 12 022 Játékvezetők: Roberto Vázquez (PUR), Omar Bermúdez (MEX), Gatis Saliņš (LAT) |

| A 2023-as férfi kosárlabda-világbajnokság győztese |
| -------------------------------------------------- |
| · Németország · 1. cím                             |

## Végeredmény
| Hely. | Régió   | Csapat                | M | Gy | V | P+  | P–  | Pk   | P  | Továbbjutás                               |
| ----- | ------- | --------------------- | - | -- | - | --- | --- | ---- | -- | ----------------------------------------- |
|       | Európa  | Németország           | 8 | 8  | 0 | 744 | 631 | +113 | 16 | Kijutott a 2024-es nyári olimpiára        |
|       | Európa  | Szerbia               | 8 | 6  | 2 | 761 | 617 | +144 | 14 | Kijutott a 2024-es nyári olimpiára        |
|       | Amerika | Kanada                | 8 | 6  | 2 | 790 | 669 | +121 | 14 | Kijutott a 2024-es nyári olimpiára        |
| 4.    | Amerika | Egyesült Államok      | 8 | 5  | 3 | 836 | 701 | +135 | 13 | Kijutott a 2024-es nyári olimpiára        |
|       |         |                       |   |    |   |     |     |      |    |                                           |
| 5.    | Európa  | Lettország            | 8 | 6  | 2 | 714 | 636 | +78  | 14 | Továbbjutott az olimpiai selejtezőtornára |
| 6.    | Európa  | Litvánia              | 8 | 6  | 2 | 713 | 644 | +69  | 14 | Továbbjutott az olimpiai selejtezőtornára |
| 7.    | Európa  | Szlovénia             | 8 | 5  | 3 | 704 | 694 | +10  | 13 | Továbbjutott az olimpiai selejtezőtornára |
| 8.    | Európa  | Olaszország           | 8 | 4  | 4 | 634 | 646 | −12  | 12 | Továbbjutott az olimpiai selejtezőtornára |
|       |         |                       |   |    |   |     |     |      |    |                                           |
| 9.    | Európa  | Spanyolország         | 5 | 3  | 2 | 429 | 369 | +60  | 8  | Továbbjutott az olimpiai selejtezőtornára |
| 10.   | Óceánia | Ausztrália            | 5 | 3  | 2 | 469 | 421 | +48  | 8  | Kijutott a 2024-es nyári olimpiára        |
| 11.   | Európa  | Montenegró            | 5 | 3  | 2 | 397 | 390 | +7   | 8  | Továbbjutott az olimpiai selejtezőtornára |
| 12.   | Amerika | Puerto Rico           | 5 | 3  | 2 | 444 | 449 | −5   | 8  | Továbbjutott az olimpiai selejtezőtornára |
|       |         |                       |   |    |   |     |     |      |    |                                           |
| 13.   | Amerika | Brazília              | 5 | 3  | 2 | 420 | 401 | +19  | 8  | Továbbjutott az olimpiai selejtezőtornára |
| 14.   | Amerika | Dominikai Köztársaság | 5 | 3  | 2 | 425 | 444 | −19  | 8  | Továbbjutott az olimpiai selejtezőtornára |
| 15.   | Európa  | Görögország           | 5 | 2  | 3 | 392 | 419 | −27  | 7  | Továbbjutott az olimpiai selejtezőtornára |
| 16.   | Európa  | Grúzia                | 5 | 2  | 3 | 379 | 407 | −28  | 7  | Továbbjutott az olimpiai selejtezőtornára |
|       |         |                       |   |    |   |     |     |      |    |                                           |
| 17.   | Afrika  | Dél-Szudán            | 5 | 3  | 2 | 456 | 431 | +25  | 8  | Kijutott a 2024-es nyári olimpiára        |
| 18.   | Európa  | Franciaország         | 5 | 3  | 2 | 405 | 394 | +11  | 8  | Már kijutott a 2024-es nyári olimpiára    |
| 19.   | Ázsia   | Japán (R)             | 5 | 3  | 2 | 416 | 426 | −10  | 8  | Kijutott a 2024-es nyári olimpiára        |
| 20.   | Afrika  | Egyiptom              | 5 | 2  | 3 | 412 | 411 | +1   | 7  | Továbbjutott az olimpiai selejtezőtornára |
|       |         |                       |   |    |   |     |     |      |    |                                           |
| 21.   | Európa  | Finnország            | 5 | 2  | 3 | 425 | 449 | −24  | 7  | Továbbjutott az olimpiai selejtezőtornára |
| 22.   | Óceánia | Új-Zéland             | 5 | 2  | 3 | 429 | 463 | −34  | 7  | Továbbjutott az olimpiai selejtezőtornára |
| 23.   | Ázsia   | Libanon               | 5 | 2  | 3 | 397 | 479 | −82  | 7  | Továbbjutott az olimpiai selejtezőtornára |
| 24.   | Ázsia   | Fülöp-szigetek (R)    | 5 | 1  | 4 | 398 | 419 | −21  | 6  | Továbbjutott az olimpiai selejtezőtornára |
|       |         |                       |   |    |   |     |     |      |    |                                           |
| 25.   | Amerika | Mexikó                | 5 | 2  | 3 | 410 | 467 | −57  | 7  | Továbbjutott az olimpiai selejtezőtornára |
| 26.   | Afrika  | Angola                | 5 | 1  | 4 | 368 | 410 | −42  | 6  | Továbbjutott az olimpiai selejtezőtornára |
| 27.   | Afrika  | Elefántcsontpart      | 5 | 1  | 4 | 373 | 433 | −60  | 6  | Továbbjutott az olimpiai selejtezőtornára |
| 28.   | Afrika  | Zöld-foki Köztársaság | 5 | 1  | 4 | 366 | 432 | −66  | 6  |                                           |
|       |         |                       |   |    |   |     |     |      |    |                                           |
| 29.   | Ázsia   | Kína                  | 5 | 1  | 4 | 379 | 473 | −94  | 6  |                                           |
| 30.   | Amerika | Venezuela             | 5 | 0  | 5 | 371 | 427 | −56  | 5  |                                           |
| 31.   | Ázsia   | Irán                  | 5 | 0  | 5 | 321 | 419 | −98  | 5  |                                           |
| 32.   | Ázsia   | Jordánia              | 5 | 0  | 5 | 369 | 475 | −106 | 5  |                                           |

1. 1 2 3 4 5 6 7  A csapatok közül, akik nem jutottak ki egyenesen az olimpiára, az alábbi csapatok jutottak tovább a selejtezőtornára: a legmagasabb helyezett afrikai csapat, a legmagasabb helyezett amerikai csapat, a legmagasabb helyezett ázsiai és óceániai csapat és a 16 legjobb a fennamaradó csapatok közül. A fennmaradó négy csapat két európai és két amerikai válogatott.
2. ↑  Ausztrália a FIBA Óceánia legjobb csapataként kijutott az olimpiára.
3. ↑  Puerto Rico a FIBA Amerika harmadik legjobb csapataként kijutott az olimpiai selejtezőtornára.
4. ↑  Dél-Szudán a FIBA Afrika legjobb csapataként kijutott az olimpiára.
5. ↑  Franciaország házigazdaként automatikusan kijutott az olimpiára.
6. ↑  Japán a FIBA Ázsia legjobb csapataként kijutott az olimpiára.
7. ↑  Egyiptom a FIBA Afrika második legjobb csapataként kijutott az olimpiai selejtezőtornára.
8. ↑  Új-Zéland a FIBA Afrika és a FIBA Óceánia második legjobb csapatai közül a legjobbként kijutott az olimpiai selejtezőtornára.